# Африканський вологий період

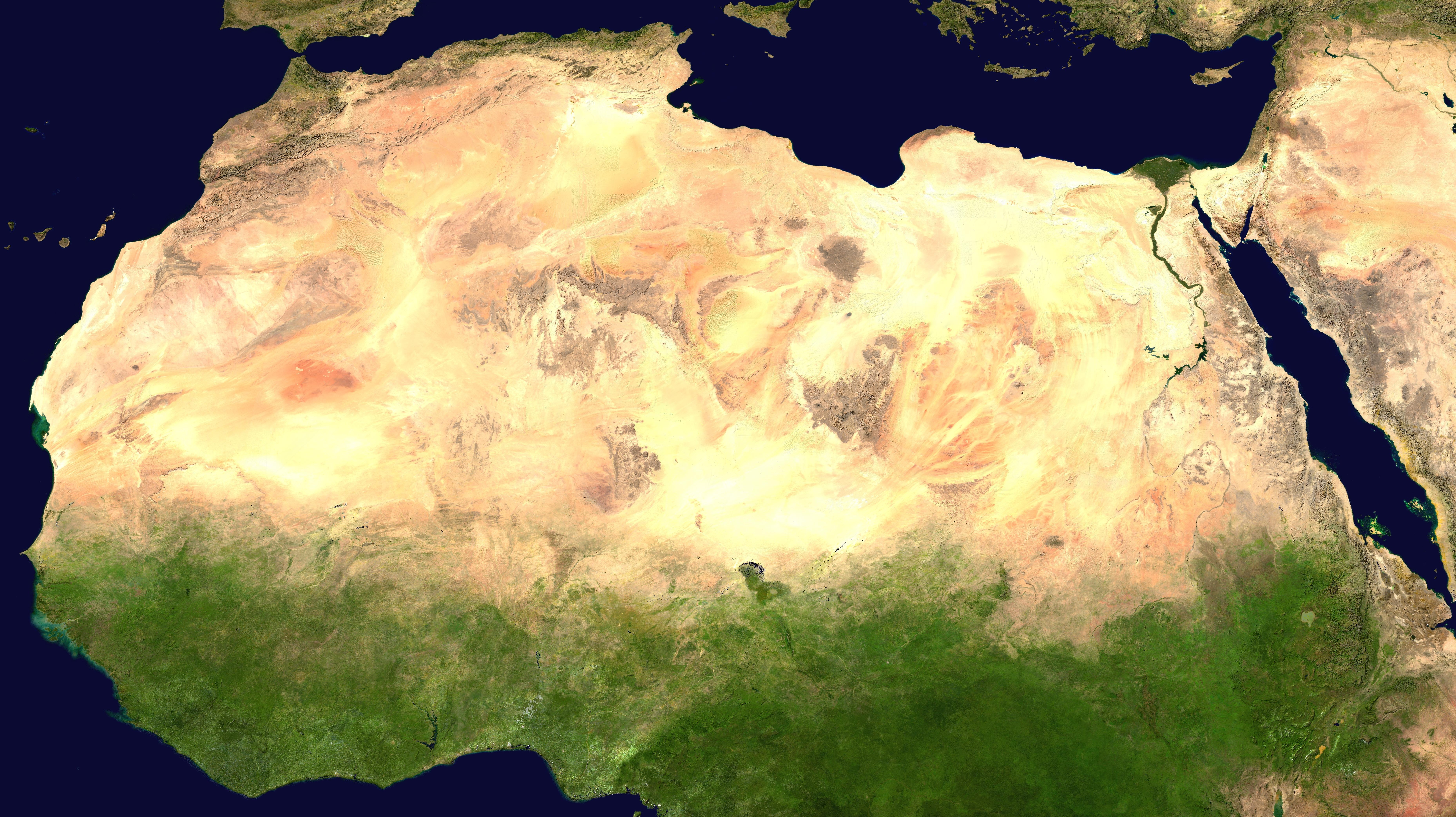
Вигляд сучасної пустелі Сахара з космосу. Впродовж африканського вологого періоду Сахара не була пустелею. Значна частина Північної Африки в той час була покрита травою, деревами та озерами

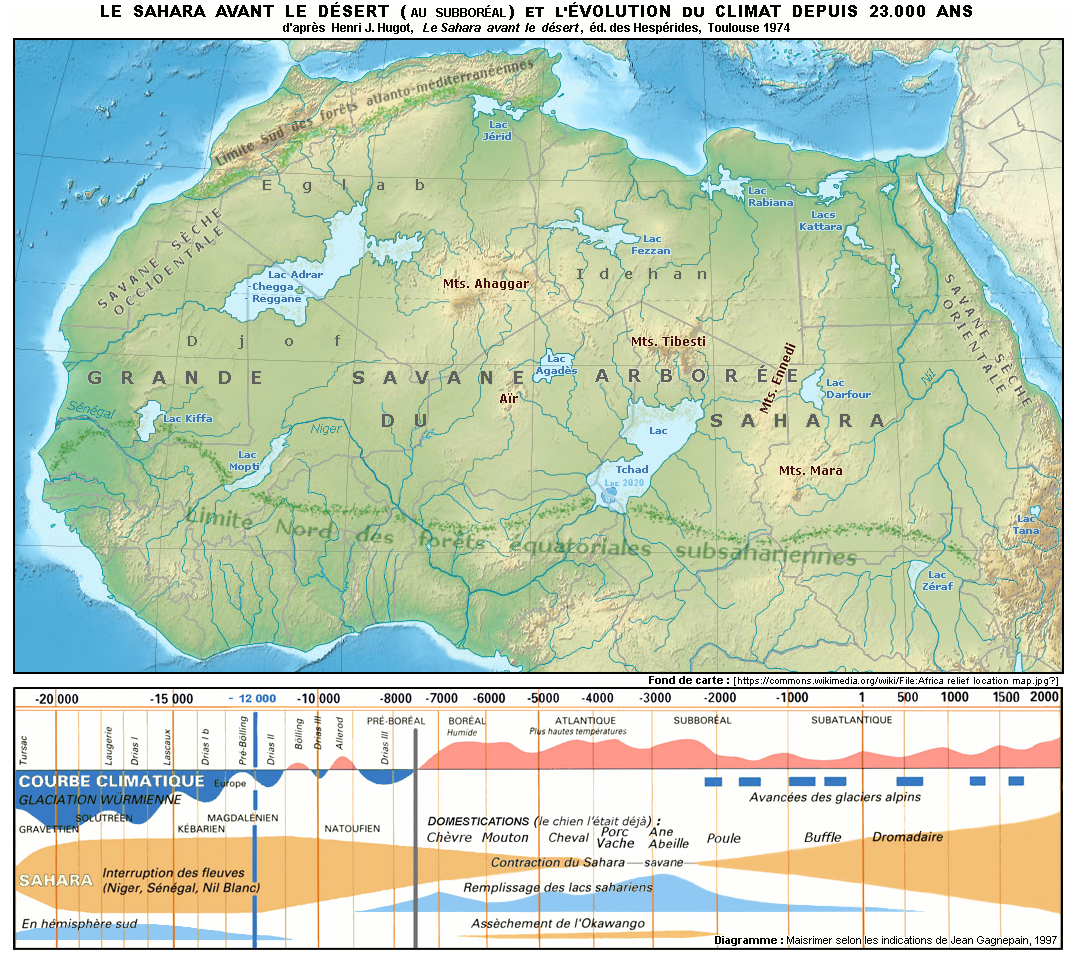
Мапа Північної Африки в часи африканського вологого періоду та графік зміни клімату впродовж 23 тисяч років

Африканський вологий період (African humid period, АВП; також відомий під іншими назвами) — це кліматичний період, який тривав в Африці протягом пізнього плейстоцену та голоцену, коли Північна Африка була вологішою, ніж зараз. Покриття більшої частини Сахари травою, деревами та озерами зумовили зміни африканських мусонів і збільшення кількості парникових газів, причинами чого були зміни нахилу земної осі, зміни рослинного покриву та зменшення пилоутворення в Сахарі.
Під час останнього льодовикового періоду Сахара була набагато більшою, ніж зараз. Вона була вкрита велетенськими полями дюн і була здебільшого незаселеною. Озера та річки Африки, зокрема озеро Вікторія та Білий Ніл мали нижчий рівень води або пересохли. Вологий період розпочався приблизно 14 600–14 500 років тому, наприкінці події Хайнріха та одночасно з потеплінням Бьоллінга-Аллерьода. Річки та озера, такі як озеро Чад, утворилися або розширилися, на горі Кіліманджаро сформувалися льодовики, а Сахара відступила. Два великі коливання вологості відбулися під час пізнього дріасу та під час короткого глобального похолодання 6200 року до н. е.. Африканський вологий період завершився 6000–5000 років тому під час холодного періоду Піорської осциляції. В той час, як деякі дані вказують на кінець 5500-х років як на кінець цього періоду, в Сахелі, Аравії та Східній Африці кінець АВП, здається, відбувся у кілька етапів, один з яких припав на посуху 2200 року до н. е..
АВП призвів до широкого заселення людьми Сахари та пустель Аравії і мав глибокий вплив на африканські культури, зокрема на появу давньоєгипетської цивілізації. Мешканці Сахари вели мисливсько-збиральницький спосіб життя, одомашнили велику рогату худобу, кіз та овець. Вони залишили археологічні пам'ятки та артефакти, такі як один із найстаріших кораблів у світі, а також наскельні малюнки, як-от ті, що зображені в Печері Плавців та в горах Акакус. Гіпотеза щодо існування в минулому Африки вологого періоду виникла після відкриття цих наскельних малюнків у нині непривітних частинах Сахари. Коли цей період закінчився, люди поступово покинули пустелю на користь більш вологих регіонів, таких як долина Нілу та Месопотамія, де вони дали початок першим цивілізаціям.

## Історія дослідження
Геродот у 440 р. до н. е. та Страбон у 23 р. н. е. припускали існування в минулому більш зеленої Сахари, хоча спочатку їхні повідомлення піддавали сумніву через анекдотичний характер. У 1850 році, після відкриття петрогліфів у пустелі Мурзук, німецький дослідник Генріх Барт обговорював можливість зміни клімату в минулому, що призвела до збільшення вологості в Сахарі, а подальші відкриття петрогліфів спонукали угорського дослідника пустель Ласло Алмаші у 1930-х роках до створення концепції «Зеленої Сахари». До подібних висновків прийшов і єгипетський мандрівник Ахмед Хассанейн, який у 1923 році, досліджуючи Лівійську пустелю, відкрив петрогліфи із зображенням тварин, характерних для саван, у горах Джебель-Увейнат. Пізніше у XX столітті дедалі частіше з'являлися переконливі докази того, що в минулому Сахара була більш зеленою, в ній існували озера, а рівень води в Нілі був вищим. Врешті визнали, що голоцен характеризувався вологим періодом у Сахарі.
Ідея про те, що зміни кута осі обертання Землі навколо Сонця впливають на силу мусонів, була висунута ще в 1921 році, і хоча початковий опис був недостатньо точним, пізніше були знайдені значні докази такого впливу орбіти на клімат. До того, як радіовуглецеве датування стало широко поширеним, вважалося, що вологі періоди в Африці корелюють з льодовиковими періодами («плювіальна гіпотеза»).
Африканський вологий період був досліджений за допомогою методів археології, кліматичного моделювання та палеопроксі, в чому важливу роль мали дані, отримані з археологічних пам'яток, еолових відкладів, озерних відкладів та решток листкового воску, які збереглися в морях та болотах. Дані, отримані внаслідок дослідження пилку, озерних відкладів та рівня води в озерах у минулому, використовувалися для вивчення екосистем африканського вологого періоду, а дослідження деревного вугілля та відбитків листя використовувалися для визначення змін рослинного покриву. Науковці намагалися дізнатися час початку та кінця АВП, причини його виникнення, його інтенсивність та кліматичні коливання протягом нього. Події шеститисячолітньої давнини привернули особливу увагу після того, як період АВП був використаний як експеримент у проекті взаємопорівняльного кліматичного моделювання. Також увагу науковців привернули наслідки озеленення Сахари на інших континентах. Концепція «Зеленої Сахари», яка значно відрізнялася від сьогоднішньої, а також багата історія, яку вона залишила, зацікавили як вчених, так і громадськість.

### Проблеми дослідження
Хоча зміни кількості опадів з моменту останнього льодовикового періоду добре встановлені, величина та час цих змін невідомі. Залежно від того, як і де проводяться вимірювання та реконструкції, для африканського вологого періоду були визначені різні дати початку і закінчення, тривалість та кількість опадів. Кількість опадів, реконструйована з палеокліматичних даних та змодельована шляхом кліматичного моделювання, часто не узгоджується одна з одною. Загалом, моделювання Зеленої Сахари вважається проблемою для моделей системи Землі. Існує більше свідчень про пізній етап АВП, ніж про його початок. Ерозія озерних відкладів і ефект накопичення вуглецю ускладнюють визначення дати, коли ці озера пересохли. Зміни рослинного покриву самі по собі не обов'язково вказують на зміни у кількості опадів, оскільки зміни в сезонності, видовому складі та землекористуванні також відіграють роль при зміні рослинності. Співвідношення ізотопів, зокрема співвідношення водень/дейтерій, які використовувалися для реконструкції кількості опадів у минулому, також знаходяться під впливом різних фізичних ефектів, що ускладнює їхню інтерпретацію. Більшість даних про опади в голоцені Східної Африки походять з низьких висот над рівнем моря.

### Термінологія
Термін «Африканський вологий період» (АВП, African humid period) був введений у 2000 році в праці американського палеокліматолога Пітера де Менокаля. Попередні вологі періоди також іноді назвивають «Африканськими вологими періодами» (African humid periods), а для регіону Центральної Африки було визначено кілька сухих та вологих періодів. Загалом ці кліматичні коливання між більш вологими та більш сухими періодами відомі як «плювіальні» та «міжплювіальні» відповідно. Оскільки АВП не вплинув на всю Африку, Вільямс у праці 2019 року пропонував скасувати цей термін, натомість деякі дослідники називають його «Північноафриканський вологий період» (North African humid period, Northern African humid period). Також на позначення АВП часто використовується термін «Зелена Сахара»
Також голоценовий АВП або відповідну фазу клімату окреслюють термінами «Голоценовий вологий період» (Holocene humid period), який також використовується при описі аналогічного періоду в Аравії та решті Азії, «вологий епізод раннього-середнього голоцену» (early to mid-Holocene humid episode), «Голоценовий Плювіал» (Holocene Pluvial), «Голоценова волога фаза» (Holocene Wet Phase), «Кібангійський період-A» (Kibangien A) — при описі Центральної Африки, «Макалійський період» (Makalian) — при описі неоліту в північному Судані, «Набтійський плювіал» (Nabtian Pluvial), «Волога фаза Набта» (Nabtian Wet Phase) або «Набтійський період» (Nabtian period) — при описі вологого періоду 14 000—6000 років тому в Східному Середземномор'ї та Леванті, «Неолітичний плювіал» (Neolithic pluvial), «Неолітичний субплювіал» (Neolithic Subpluvial), «Неолітична волога фаза» (Neolithic wet phase), «Нуакшотський період» (Nouakchottien) — при описі Західної Сахари 6500—4000 років тому, «Субплювіал II» (Subpluvial II) та «Чадський період» (Tchadien) — при описі центральної Сахари 1400—7500 років тому. Посушливий період, який припав на останній льодовиковий максимум, окреслюють термінами «Велика посуха» (Big Dry), «Леопольдвільський період» (Léopoldvillien) та «Оголійський період» (Ogolien); останній термін є еквівалентний «Канемському періоду» (Kanemian) та «Канемському сухому періоду» (Kanemian dry period) — при описі сухого періоду між 18 000 і 11 000 роками до н. е. в районі озера Чад.

## Передумови та початок
Африканський вологий період тривав протягом пізнього плейстоцену, на початку та в середині голоцену. В цей час спостерігалося збільшення кількості опадів у Північній та Західній Африці внаслідок зміщення поясу тропічних дощів у північному напрямку. АВП є найбільш значною зміною клімату в низьких широтах за останні 100 000 років і виділяється посеред порівняно кліматично стабільного голоцену. Він є частиною так званого голоценового кліматичного оптимуму і збігається з голоценовим термальним максимумом, фазою глобального потепління. Лю Сітін у праці 2017 року розділив африканський вологий період на «АФП I», який тривав до 6000 р. до н. е., та на «АФП II», який тривав з 6000 р. до н. е., причому перший період був вологішим за другий.
Африканський вологий період не був першим таким періодом. Є свідчення про існування приблизно 230 більш давніх «Зелених Сахар»/вологих періодів, що сягають, мабуть, першої появи Сахари 7—8 мільйонів років тому. Зокрема, вологі періоди припадали на стадії a та c морського ізотопного етапу 5. Попередні вологі періоди, зокрема Еємський період, здається, були більш інтенсивними, ніж голоценовий АВП. Еємський період забезпечив раннім людям шлях, яким вони перетнули Аравію та Північну Африку, і, разом з пізнішими вологими періодами, був пов'язаний з розширенням популяцій носіїв атерійської культури та з утворенням нових видів комах. Такі вологі періоди зазвичай пов'язані з інтергляціалами, тоді як періоди зледеніння корелюють із сухими періодами. Вони зазвичай припадають на періоди мінімальної прецесії, якщо тільки великі льодовикові покриви або недостатня концентрація парникових газів не пригнічують їх початок..
Потепління Бьоллінга-Аллерьода, здається, є синхронним з початком африканського вологого періоду, а також із збільшенням вологості в Аравії. За схемою Блітта-Сернандера вологий період збігається з атлантичним періодом.

### Передумови африканського вологого періоду

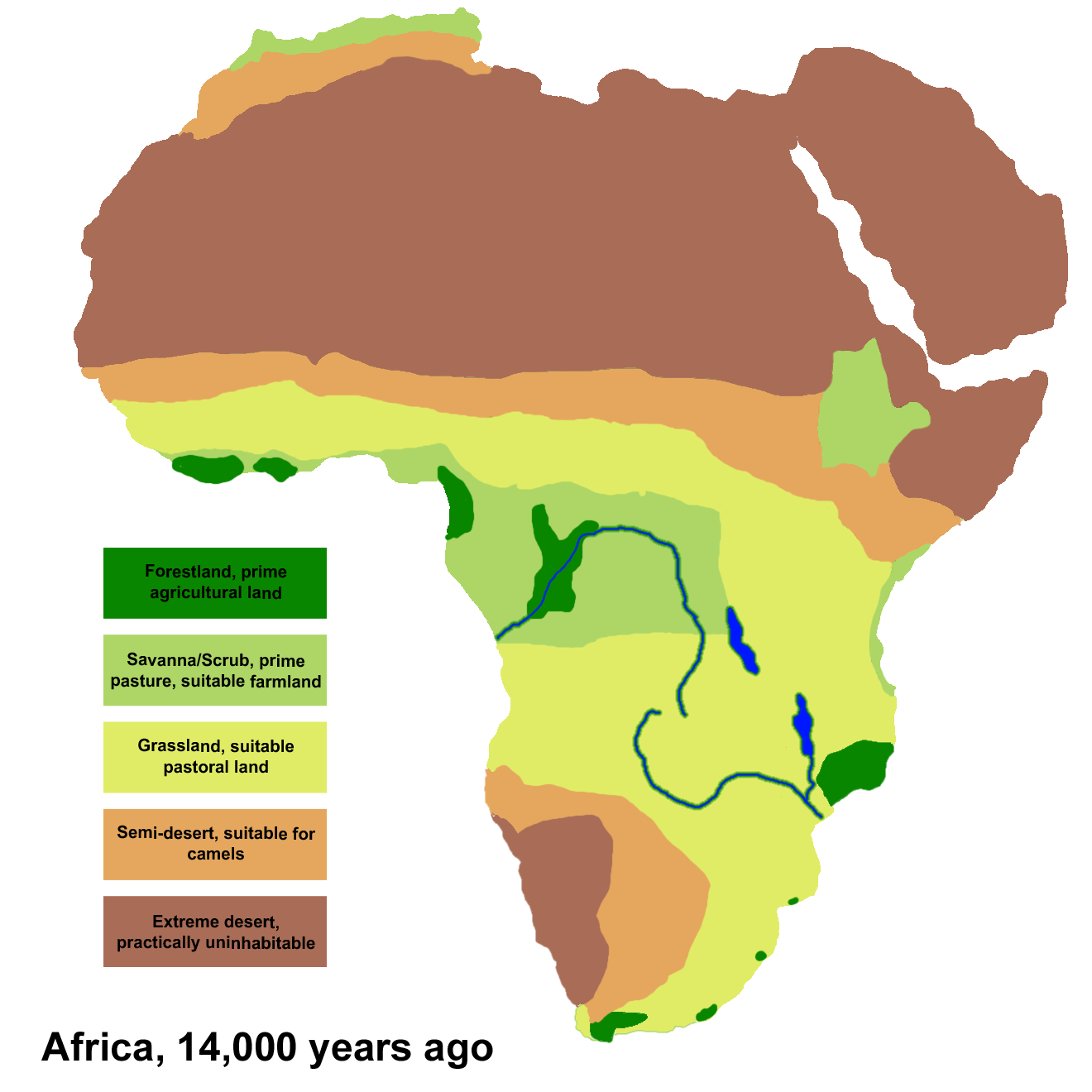
Африканські біоми під час останнього льодовикового максимуму (14 000 років тому)

Під час останнього льодовикового максимуму Сахара та Сахель були надзвичайно посушливими. Опадів там випадало менше, ніж навіть зараз, про що свідчать розміри дюнного покриву та рівень води в безстічних озерах. Сахара була набагато більшою, ніж зараз, і простягалася на 500—800 км далі на південь, приблизно до 12° північної широти. Дюни були активними набагато ближче до екватора, а дощові ліси відступили на користь афромонтанних та саванних ландшафтів, оскільки температура впала, а кількість опадів та вологість зменшилися.
Існує мало переконливих свідчень людської діяльності в Сахарі чи Аравії у цей час, що відображає їх більш посушливу природу. Зокрема, в горах Акакус присутність людини востаннє була зареєстрована 70 000—61 000 років тому. Під час останнього льодовикового максимуму люди переважно відступили до узбережжя Середземного моря та в долину Нілу. Посушливість клімату під час останнього льодовикового максимуму пояснюється холоднішим кліматом та великими льодовиковими щитами на полюсах, які змістили пояс мусонів ближче до екватору та послабили західноафриканські мусони. Кругообіг води в атмосфері, а також циркуляції Волкера та Гадлі також були слабшими. Фази виняткової посухи припадають на події Хайнріха, коли в Північній Атлантиці з'явилася велика кількість айсбергів. Поява великої кількості айсбергів між 9500 та 19 000 роками до н. е. збігається з посухою в субтропіках.
Вважається, що перед початком АВП озера Вікторія, Альберт, Едуард та Туркана, а також болота Судд пересохли. Білий Ніл став сезонною річкою, течія якого разом з течією Нілу, можливо, була перегороджена дюнами. Дельта Нілу частково пересохла і мала вигляд піщаних рівнин, які простягалися між ефемерними протоками та оголеним морським дном. Вона стала джерелом піску для ергів, розташованих далі на схід. Інші озера по всій Африці, такі як Чад і Танганьїка, також зменшилися в розмірах впродовж цього часу, а річки Нігер та Сенегал стали менш повноводними.

### Раннє підвищення вологості
Питання, чи досягали високогірних пустельних районів, таких як гори Етбай, західні вітри або субтропічні висотні струменеві повітряні течії, які могли б приносити опади, є дискусійним. Це чітко підтверджується лише для Магрибу на північному заході Африки та, частково, для північного сходу Африки, хоча таким чином можна було би пояснити протікання річок, формування терас та озер у горах Тібесті та Марра, а також те, що Ніл продовжував текти. Здається, високогірні райони Африки менше постраждали від посухи під час останнього льодовикового максимуму.
Кінець льодовикової посухи стався 17-11 тисяч років тому, а його найбільш ранні прояви зафіксовані у горах Акакус 26 500-22 500 років тому та в інших горах Сахари близько 18 500 років тому. У Південній і Центральній Африці більш ранній кінець посухи, який відповідно стався 17 000 та 17 500 років тому, може бути пов'язаний з потеплінням в Антарктиці, тоді як озеро Ньяса, здається, й далі мало низький рівень води приблизно до 8000 р. до н. е.
Між 13 000 та 12 000 роками до н. е. в озерах, що лежали в горах Марра та Тібесті, піднявся рівень води, а найпізніша стадія зледеніння в горах Високого Атласу припадає на період пізнього дріасу та раннього африканського вологого періоду. Приблизно 14 500 років тому в посушливих районах почали з'являтися озера.

### Початок
Вологий період почався приблизно 15 000—14 500 років тому. Зволоження почалося майже одночасно по всій Північній та Тропічній Африці, а його наслідки були відчутні аж на острові Санту-Антан на Кабо-Верде. В Аравії поступове зволоження, ймовірно, тривало близько двох тисячоліть, поступово рухаючись на північ. Поступове просування підтверджується тефрохронологічними даними. В Сахарі між початком АВП та повним встановленням вологих умов також могла бути затримка тривалістю близько тисячоліття, оскільки поширення рослинності та наповнення річкових систем потребували часу.
Озеро Вікторія знову з'явилося та розлилося, озеро Альберт злилося з Білим Нілом 15 000–14 500 років тому, а озеро Тана злилося з Блакитним Нілом. Білий Ніл затопив частину своєї долини і знову з'єднався з власне Нілом. В Єгипті відбувся широкомасштабний розлив «Дикого Нілу», який призвів до найбільших зареєстрованих повеней на цій річці, зафіксованих у відкладеннях в заплавах та, ймовірно, також вплинув на населення, яке проживало вздовж річки. Ще раніше, 17 000–16 800 років тому, тала вода з льодовиків Ефіопії, які в той час відступали, могла почати збільшувати потік води та осаду в Нілі. В регіоні Східно-Африканського рифту рівень води в озерах почав підвищуватися приблизно 15 500/15 000-12 000 років тому. Озеро Ківу почало зливатися з озером Танганьїка приблизно 10 500 років тому.
Приблизно в той самий час, коли почався АВП, холодний льодовиковий клімат в Європі, пов'язаний з подією Хайнріха 1, закінчився, а глобальні кліматичні зміни вплинули навіть на Австралазію. Потепління та відступ морських льодів в Антарктиці збігається з початком африканського вологого періоду, хоча на цей же період припадає Антарктичний холодний реверс, який може бути пов'язаний з періодом посухи, зареєстрованим в районі Гвінейської затоки.

## Причини
Африканський вологий період був спричинений дуже сильними західноафриканськими мусонами, причиною яких, в свою чергу, стали зміни сонячного випромінювання та зворотнього зв'язку альбедо. Ці явища призвели до збільшення передачі вологи як з Екваторіальної до Західної Африки, так і з Північної Атлантики та Середземного моря до середземноморського узбережжя Африки. Існували складні взаємодії між атмосферною циркуляцією екстратропіків та вологою, що надходила з Атлантичного та Індійського океанів. Збільшилося перекриття між областями, зволоженими мусонами, та між областями, зволоженими екстратропічними циклонами.
Кліматичні моделі вказують на те, що зміни від сухої до зеленої Сахари і назад відбувалися раптово, після досягнення певного рівня інсоляції. Поступове підвищення рівня інсоляції наприкінці АВП призводило до раптового переходу до сухої Сахари. Стрибкоподібний характер змін пов'язаний з різними процесами зворотного зв'язку в земній системі. В кліматичних моделях АВП часто існує більше ніж один стабільний стан клімату та рослинності. Зміни температури поверхні моря та кількості парникових газів синхронізували початок АВП по всій Африці.

### Зміни орбіти

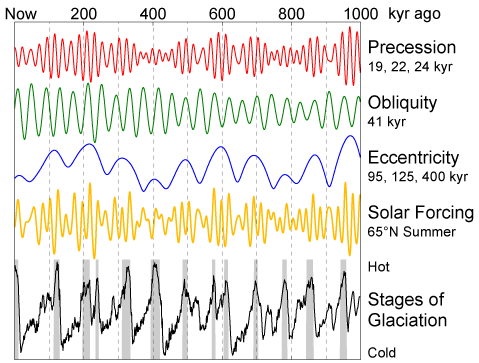
Цикли Міланковіча за останній мільйон років

Африканський вологий період пояснюється підвищеною інсоляцією влітку в Північній півкулі. Через прецесію сезон, коли Земля проходить по своїй еліптичній орбіті через найближчу до Сонця точку, відому як перигелій, змінюється, причому максимальна літня інсоляція відбувається, коли проходження перигелію припадає на літо в північній півкулі. Між 9000 і 8000 роками до н. е. Земля пройшла через перигелій під час літнього сонцестояння, збільшивши кількість сонячної радіації приблизно на 8 %, внаслідок чого африканський мусон став сильнішим і досяг більш північних районів. Між 13 000 і 3000 роками до н. е. літня інсоляція була щонайменше на 4 % вищою, ніж нині. Нахил земної осі також зменшився протягом голоцену, але вплив зміни кута нахилу на клімат виражений на високих широтах, і його вплив на мусони неясний.
Влітку сонце сильніше нагріває суходіл Північної Африки, ніж океан, утворюючи область низького тиску, яка втягує вологе повітря та опади з Атлантичного океану. Цей ефект був посилений збільшенням літньої інсоляції, що призвело до сильнішого мусону, який також досяг більш північних районів. Наслідки цих змін циркуляції досягли навіть субтропіків.
Нахил осі та прецесія відповідають за два головні цикли Міланковича та впливають не тільки на початок і завершення льодовикових періодів, але й на зміну сили мусонів. Очікується, що мусони Південної півкулі матимуть протилежну реакцію на прецесію, ніж мусони Північної півкулі, оскільки зміни інсоляції є зворотними; це спостереження підтверджено даними з Південної Америки. Зміна прецесії також збільшила сезонність у Північній півкулі та зменшила її в Південній півкулі.

### Зворотній зв'язок альбедо
Згідно з кліматичним моделюванням, зміни орбіти самі по собі не можуть збільшити кількість опадів в Африці настільки, щоб пояснити утворення великих озер, таких як озеро Мега-Чад площею 330 000 км², на місці пустелі, збільшення кількості опадів або поширення на північ рослинності, якщо не враховувати зміни поверхні океану та суходолу.
Зменшення альбедо в результаті зміни рослинного покриву є важливим фактором збільшення кількості опадів. У свою чергу, збільшення опадів збільшує кількість рослинності, рослинність поглинає більше сонячного світла і, отже, більше енергії доступно для мусонів. Крім того, збільшення кількості рослин збільшує кількість води, яку вони випаровують, хоча цей ефект менш виражений, ніж ефект альбедо. Також зміна рослинного покриву впливає на зміну потоків тепла в ґрунті.
Зменшення пилоутворення у більш вологій Сахарі також вплинуло на зміну клімату. Це зменшило кількість світла, поглинутого пилом, а також змінило властивості хмар: вони стали менше відбивати сонячного світла та стали більш ефективними з точки зору перенесення вологи. У кліматичних моделях зменшення кількості пилу в тропосфері разом зі зміною рослинного покриву часто, хоча і не завжди, може пояснити поширення мусонів на північ. Однак немає загальної згоди щодо впливу пилу на опади в Сахелі, частково через те, що вплив пилу на опади може залежати від його розміру.
На додачу до грубих змін у кількості опадів, зміни в сезонності опадів, такі як тривалість сухих сезонів, необхідно враховувати під час оцінки впливу зміни клімату на рослинність. Також слід враховувати ефект збільшення концентрації вуглекислого газу в атмосфері, який призводить до збільшення родючості.
Зміни ґрунтів можуть призвести до зміни мусонів: заміна пустельних ґрунтів на суглинки призводять до збільшення кількості опадів. Вологі ґрунти та ґрунти, що містять більше органічних речовин, відбивають менше сонячного світла та прискорюють процес зволоження. Зміни характеристик пустельного піску також впливають на зміну альбедо. Згідно з кліматичними моделями, на зміну кількості опадів впливають зміни альбедо, спричинені зміною озер та водно-болотних угідь.

### Зміни екваторіальної зони конвергенції
Потеплішання екстратропіків протягом літа могло змістити екваторіальну зону конвергенції (ЕЗК) на північ, приблизно на п'ять-сім градусів широти, що призвело до збільшення кількості опадів. Температура поверхні моря біля берегів Північної Африки підвищилась внаслідок зміни орбіти та слабкості пасатів, що призвело до зміщення ЕЗК на північ та збільшення різниці у вологості над морем та суходолом. Цій зміні могли сприяти два температурні градієнти, один між прохолоднішою Атлантикою навесні та теплішим африканським континентом, інший між більш високими температурами на північ від 10° широти та більш прохолодним півднем. У Східній Африці зміни ЕЗК мали відносно незначний вплив на зміни опадів. Вплив ЕЗК на зміну клімату в Аравії також є дискусійним.

### Зміни вологості у Східній Африці
Причини початку Африканського вологого періоду у Східній Африці були іншими, ніж ті, що спричинили АВП у Сахарі. Серед цих причин вказують зниження сезонності опадів через збільшення їх кількості у сухий сезон, скорочення тривалості сухого сезону, загальне збільшення кількості опадів та збільшення надходження вологи з Атлантичного та Індійського океанів. Прихід вологи з Атлантики був частково спричинений сильнішими західноафриканськими та індійськими мусонами, що також, можливо, пояснює, чому вплив АВП поширився на Південну півкулю. Дія східних пасатів неясна; збільшення переносу вологи східними пасатами, можливо, сприяло розвитку АВП, але, як альтернатива, на це міг вплинути сильніший індійський мусон, який відтягнув східні вітри від Східної Африки.
Можливо, зволоженню Східної Африки сприяли зміни повітряного кордону Конго або збільшення конвергенції вздовж цього кордону. Повітряний кордон Конго був зміщений на схід більш сильними західними вітрами, скерованими нижчим атмосферним тиском над Північною Африкою, що дозволило додатковій волозі з Атлантики досягти Східної Африки. Частини Східної Африки, які були ізольовані від атлантичної вологи, не стали значно вологішими під час АВП. Хоча деякі палеокліматичні дані вказують на те, що в одному місці в Сомалі сезонність опадів могла зменшитися, інші дані цьому протирічать.
Підвищенню вологості в Східній Африці могли сприяти різні фактори, не всі з яких обов'язково діяли одночасно під час АВП, Те, що африканський вологий період досяг цієї частини Африки, викликає сумніви. Підвищена концентрація парникових газів могла бути однією з причин початку АВП у тропічній Південно-Східній Африці; натомість орбітальні зміни призвели до змін клімату, протилежних тим, що відбулися в Північній півкулі. Структура зміни вологості в Південно-Східній Африці є складною.

### Додаткові фактори
- Зміни клімату на Крайній Півночі могли сприяти початку АВП[132]. На початку цього періоду відбулося зменшення Скандинавського та Лаврентійського льодовикових щитів[154]. В кліматичному моделюванні часто для симуляції вологого періоду вимагається відступ льодовикових щитів[187], хоча розміри цих щитів мало впливають на його інтенсивність[188]. Існування льодовикових щитів також може пояснити, чому АВП не почався відразу з раннього піку інсоляції, оскільки все ще існуючі крижані покриви охолоджували б клімат[189][190].
- Зміни температури поверхні моря[en] в Атлантиці впливають на африканський мусон[132] і, можливо, вплинули на початок АВП. Слабші пасати та більш висока інсоляція призвели до підвищення температури поверхні моря, збільшення кількості опадів за рахунок збільшення різниці у волозі між суходолом та морем[70][144]. Також на збільшення кількості опадів вплинули зміни Атлантичної меридіональної перекидальної циркуляції (AMOC)[161] та температурних градієнів у Північній Атлантиці[144].
- Потепління Середземного моря збільшило кількість опадів у Сахелі; цей же ефект спостерігається під час поточного антропогенного глобального потепління, яке опосередковано призвело до збільшення кількості опадів у Сахелі[2]. Більш висока температура поверхні моря може також пояснити збільшення кількості опадів, зареєстрованих у Середземномор'ї[169], та збільшення інтенсивності опадів, реконструйованих за результатами дослідження пересохлих річок, що протікали в Сахарі під час АВП[191].
- Збільшення кількості опадів взимку пов'язане зі збільшенням площі, куди досягає середземноморська волога. Встановленню АВП могло сприяти посилення зволожуючого впливу Середземного моря в Північній Африці[192][193][194], зокрема в Алжирі[195], Марокко[196], Нижньому Єгипті[197], на півночі Червоного моря[198], [133], в горах Тібесті[199][200], в північній Аравії[169] та загалом у більш високих широтах, куди не досягали мусони[166]. Опади з Сереземномор'я поширилися на інші частини Сахари; це призвело до перекриття між зонами літніх та зимових опадів[201][202][203], а суха зона, розташована між зонами, що зволожуються мусонами та західними вітрами, стала більш вологою або повністю зникла[204]. Такі зміни у кількості середземноморських опадів можуть корелювати зі змінами Північноатлантичної та Арктичної осциляції[en][192] та з підвищеним контрастом між теплим літом і холодною зимою[195], а також можуть бути викликані змінами орбіти[151].
- Перенесення вологи на північ впродовж осені та весни, спричинене баричною улоговиною, також було запропоновано для пояснення збільшення опадів та їх недооцінки кліматичними моделями[15]. Згідно з однією кліматичною моделлю, збільшення переносу вологи на північ через такі улоговини збільшило кількість осінніх опадів у Сахарі, особливо в середині голоцену, коли клімат там уже був більш вологий, ніж зазвичай[205].
- У 1970—1980 рр. АВП пояснювався слабшими субтропічними антициклонами[206].
- У гірських регіонах, таких як вулканічне поле Мейдоб, низькі температури після останнього льодовикового максимуму могли зменшити випаровування і таким чином дозволити ранній початок зволоження[207].
- Зміни у магнітному полі Землі можуть бути пов'язані зі змінами вологості[208].
- Збільшення надходження вологи з багатьох невеликих водойм[209] та великих озер, таких як Мега-Чад, могло призвести до збільшення кількості опадів, хоча цей ефект, ймовірно, недостатній для пояснення всього АВП[210], та залежить від кліматичної моделі[211]. Подібна роль приписується великим водно-болотним угіддям, озерам, іншим водним басейнам Східної Сахари[212] та екосистемі в цілому[213].
- Два висотних потоки повітря, африканська східна струменева течія[en] та тропічна струменева течія[en], модулюють потоки атмосферного повітря над Африкою і, відповідно, кількість опадів. Тропічна струменева течія походить з Індії та підтримується різницею в температурах між тропіками та субтропіками[71], тоді як африканська східна струменева течія підтримується різницею в температурах у різних частинах Сахелю[214]. Потужніший західноафриканський мусон призвів до слабшої африканської східної струменевої течії і, таким чином, зменшив переміщення вологи з Африки.[174].
- Збільшення концентрації вуглекислого газу в атмосфері могло зіграти певну роль у початку АВП[154], особливо у його поширенні через екватор,[215], а також у його відновленні після події Пізнього Дріасу та події Хайнріха 1 шляхом підвищення температури поверхні моря[216]. Концентрація вуглекислого газу має значний вплив на інтенсивність орбітальних змін, які спричинили початок АВП, але не відіграють головної ролі в контролі його інтенсивності[188].
- У деяких частинах Сахари збільшення притоку води з гірських регіонів могло сприяти розвитку вологих умов[217][218].
- Збільшення площі лісів в Євразії могло призвести до зміщення екваторіальної зони конвергенції на північ[219].
- До інших причин початку АВП науковці включають конвекцію, що відбувається над атмосферним граничним шаром[220], посилення прихованих теплових потоків[156], зміна активності тропічних хвиль над Африкою[221], низький тиск у Північно-Західній Африці, що втягував вологу в Сахару[222], зміни в циклах сонячної активності та складні явища в атмосферних потоках[223].

## Наслідки

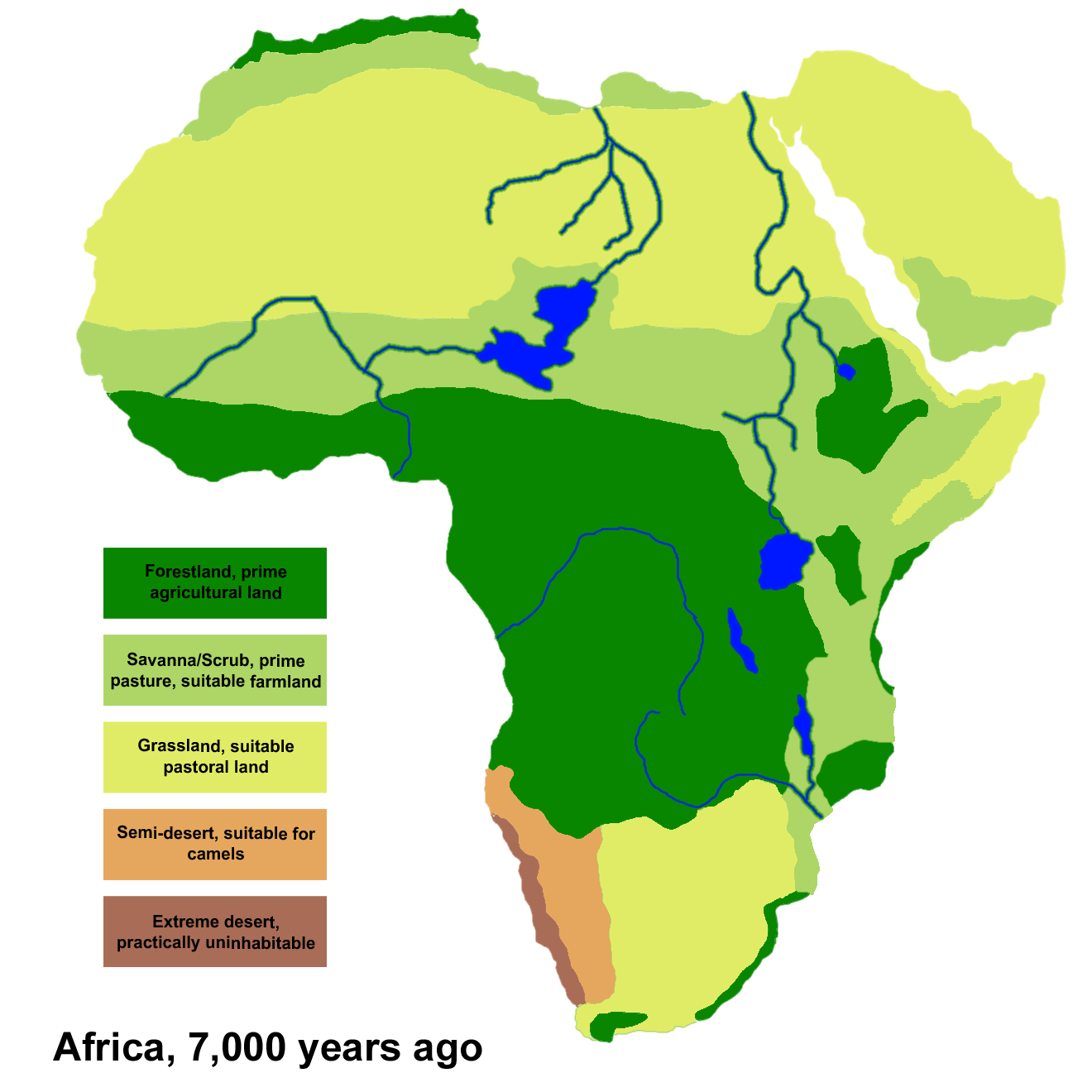
Африканські біоми під час африканського вологого періоду (7 000 років тому)

Африканський вологий період поширювався на більшу частину Африки, передусім на територію Сахари, а також на Східну, Південно-Східну та Екваторіальну Африку. Загалом по африканському континенту поширилися ліси та рідколісся. Подібний вологий період існував у Тропічній Америці, Китаї, Азії, Індії, горах Мекран, на Близькому Сході та на Аравійському півострові. Причинами цих вологих періодів був той самий орбітальний вплив, що і у випадку АВП. Посилення мусонів у ранньому голоцені було відчутно навіть в пустелі Мохаве у Північній Америці. Натомість на більшій частині Південної Америки на цей час припадає період посухи. Озера Тітікака та Хунін мали нижчий рівень води, а річковий стік Амазонки та доступність води в Атакамі були меншими, ніж зараз.
В Африці збільшився річковий стік Конго, Нігеру, Нілу, Нтему, Руфіджі та Санаги. Стік річок Алжиру, Західної Сахари, Екваторіальної та Північно-Східної Африки також збільшився. У відповідь на збільшення річкового стоку виникли зміни в морфології річок та навколишніх алювіальних рівнин. Річка Сенегал розширила своє русло, пробила шлях крізь дюни та знову почала впадати в Атлантичний океан.

### Флора та фауна Сахари

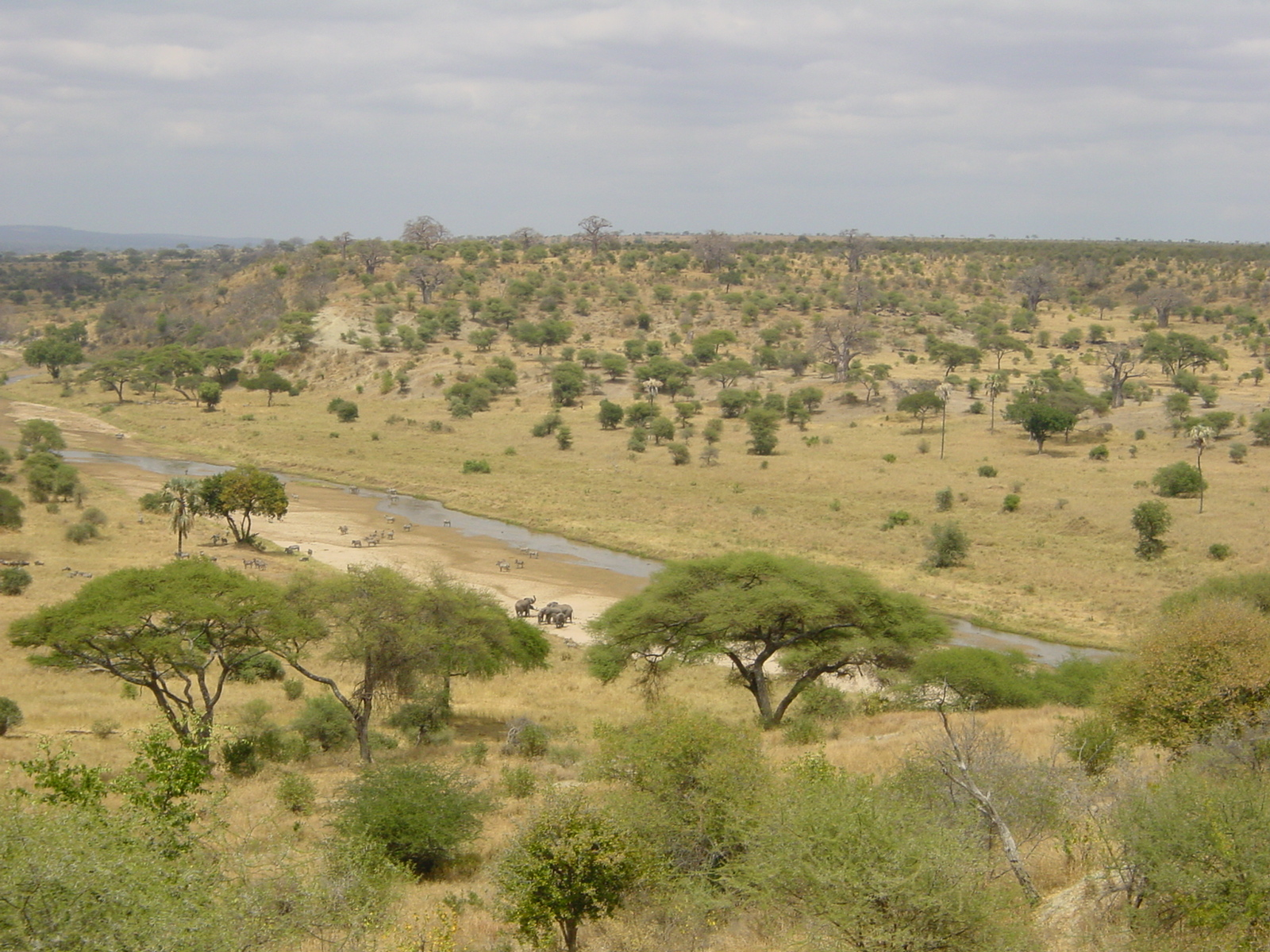
Сучасна африканська савана (Національний парк Тарангіре, Танзанія)

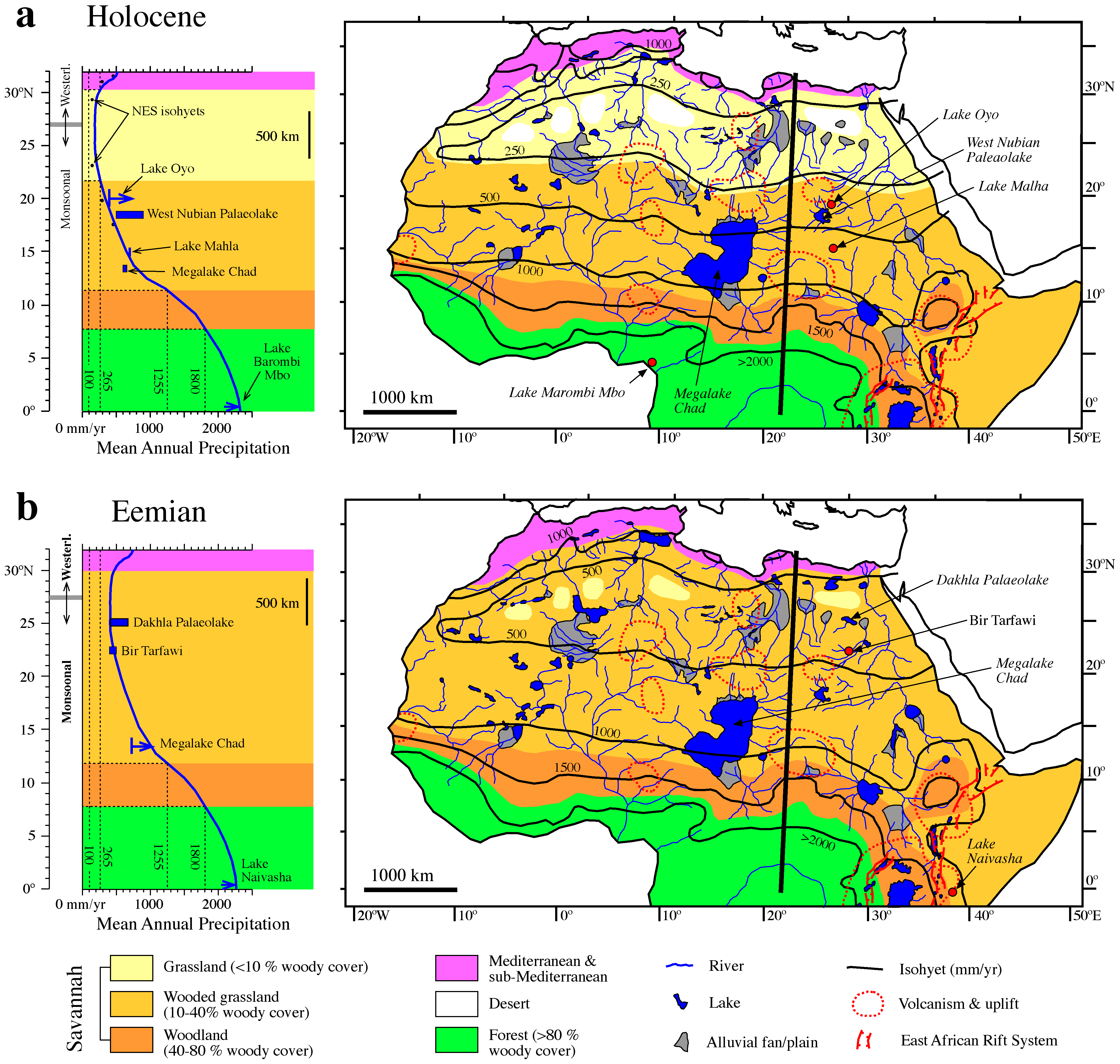
Рослинний покрив та водні об'єкти в Африці протягом Еємського інтергляціалу (зверху) та голоцену (знизу)

Під час африканського вологого періоду в Сахарі та Сахелі траплялися озера і водно-болотні угіддя, протікали річки, росли трави та дерева, формуючи «Зелену Сахару», ландшафт, який не має сучасних аналогів. Свідченнями цього є результати досліджень пилку, археологічних пам'яток, рештки різноманітної фауни — діатомових водоростей, ссавців, остракодів, плазунів, равликів, поховані під товщею піску річкові долини, багаті на органічні мати, аргіліти, евапорити, а також на травертини та туфи, що відкладаються в субаквальних середовищах.
В часи АВП рослинний покрив поширювався майже на всю Сахару. Він був представлений відкритою трав'янистою саваною, місцями порослою деревами та кущами, а в горах зустрічалася волога саванна рослинність. Загалом рослинний покрив в Західній Африці в цей період поширився на північ до 27-30° північної широти, а Сахель починався на 23° північної широти. В Сахарі зустрічалися рослини, які наразі ростуть переважно на 400—600 км південніше. Поширення рослин на північ зайняло деякий час, і деякі види рослин заселяли нові території швидше, ніж інші. Більш поширеними стали рослини, які здійснюють C3-фотосинтез. Змінився пожежний режим рослинного покриву: у пустелі розширення рослинного покриву сприяє пожежній активності, тоді як у савані широке поширення деревної рослинності зменшує пожежну активність.
Навколо озер та річок зустрічалися вологолюбні дерева та інші рослини, а в самих водоймах — водні та напівводні рослини. Рослинний покрив Сахари під час АВП мав вигляд мозаїки, де росли як вологолюбні, так і напівпустельні дерева, кущі і трави. Зміну рослинного покриву в цей період не можна окреслити як просте зміщення ареалів рослин на північ. Тут продовжували рости «коричневі» та «жовті» рослинні угруповання. Протягом голоцену середземноморські рослини не поширювалися на південь, а в горах Тібесті поширенню тропічних рослин перешкоджали низькі температури. Дослідження пилку показують домінування трав над вологолюбними тропічними деревами, такими як червоні залізні дерева (Lophira alata), які розповсюдилися з африканських лісів під час АВП. Під впливом АВП та інших кліматичних змін часів голоцену відбувалося видоутворення: так, в цей час південноафриканський дикий салат (Lactuca dregeana) відділився від компасного салату (Lactuca serriola) у окремий вид.
Клімат Сахари під час АВП не був однаковим по всій території. Її центрально-східна частина, ймовірно, була більш сухою, ніж західна та центральна частини. Лівійське піщане море продовжило залишатися пустелею, хоча більшість пустель відступили або перетворилися на напівпустелі. Посушливий пояс міг існувати на північ від 22° північної широти та включати дельту Нілу, однак інші дослідження показують що рослинний покрив та вплив африканських мусонів досягали 28-31° північної широти. Загалом стан територій між 21° та 28° північної широти є недостатньо дослідженим. Посушливі території, можливо, зберігалися в дощовій тіні гір. Вони могли підтримувати існування пустельної рослинності, що пояснює присутність її пилку в кернах. Зміна рослинного покриву з півночі на південь була реконструйована за даними досліджень деревного вугілля та пилку.
Скам'янілості фіксують зміни сахарської фауни. Протягом африканського вологого періоду на цій території мешкали антилопи, павіани, очеретяні щури, соми, двостулкові молюски, баклани, крокодили, слони, жаби, газелі, жирафи, конгоні, зайці, бегемоти, нільські окуні, пелікани, носороги, змієїди, змії, тиляпії, черепахи та багато інших тварин. В Єгипті зустрічалися африканські буйволи, плямисті гієни, бородавочники, гну та зебри. Серед птахів в Сахарі були поширені пустельні круки, лиски, водяні курочки, великі пірникози, бурі коровайки, степові канюки, сизі голуби, шпорокрили та чубаті черні. В саванах Сахари зустрічалися великі стада тварин. Деякі з них широко зустрічалися по всьому регіону, а інші обмежувалися місцевостями поблизу глибоких водойм. Попередні вологі періоди в Сахарі також дозволяли різним видам перетнути територію пустелі. Зменшення площі відкритих луків на початку АВП може пояснити зменшення популяцій деяких ссавців під час нього. Серед постраждалих видів були гепарди, популяція яких на початку АВП пройшла через пляшкове горло, натомість інші тварини, такі як мастомиші Г'юберта та натальські мастомиші, значно збільшили свою чисельність.

### Озера та річки в Сахарі

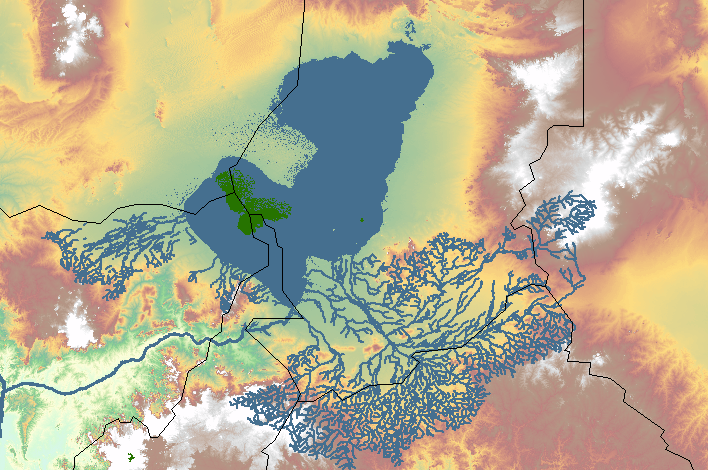
Озеро Мега-Чад (сучасна площа озера Чад позначена зеленим)

Під час Африканського вологого періоду в Сахарі, горах Ахаггар та Тібесті розширилися площі озер та утворилися нові озера. Найбільшим озером був Чад, площа якого зросла щонайменше вдесятеро від сучасного розміру, утворивши Мега-Чад. Це озеро досягало 1000 км у довжину (з півночі на південь) та 600 км у ширину (із заходу на схід). Воно охоплювало западину Боделе та, можливо, до 8 % сучасної площі Сахари. Розширення озера Чад вплинуло на клімат, зокрема кількість опадів в центральній частині озера скоротилася, а на його краях — зросла. Мега-Чад живився водами річок, що текли з нагір'їв Ахаггар та Тібесті на півночі (річка Таффассассет), з гір Еннеді на сході (східні палеорічки) та з півдня (річки Шарі-Логон та Комадугу-Йобе). Основною річкою, що впадала в Мега-Чад, була Шарі. Річки, що текли з півночі та сходу, наразі пересохли, однак залишили по собі алювіальні конуси, як от-ті, що можна знайти на місці дельти давньої річки Ангамма, що наразі має вигляд піщаних пагорбів. В цій дельті, яка домінувала на північному узбережжі Мега-Чаду, були знайдені скелети слонів, бегемотів та людей. Басейн Мега-Чаду поєднувався з басейном Нігеру через річки Майо-Кеббі та Бенуе, таким чином він також поєднувався з Гвінейською затокою. Старі системи дюн були затоплені водами Мега-Чаду.
Серед великих озер, які могли утворитися в цей час, відзначають озеро Мега-Феццан в Лівії, озеро Птолемей в Судані та озеро Ахнет-Муйдір в Алжирі. Однак у статті 2018 року Джей Куейд піддає сумніву існування цих озер; можливо, гігантські озера утворилися лише у південній частині Сахари. Серед місцевостей, де в часи АВП були озера, відзначають Адрар-Бус у Нігері, Ера-Кохор та Тру-о-Натрон в горах Тібесті, І-н-Атеї в горах Ахаггар, І-н-Сакане та Тауденні в Малі, Гарат-Уда та Такакорі у горах Акакус, Чемчане у Мавританії, Герн-Ель-Лулає у Великому Західному Ергу та Себха-Мелалла поблизу міста Уаргла в Алжирі, Ваді-Шаті та кілька інших місцевостей в Лівії, Білма, Дібелла, Фачі та Гобера в регіоні Тенере, Зітеррассенталь в Нігері, «Вісім хребтів», Аль-Атрун, Гуреінат, Мегра, Сідіг, Ваді-Мансураб Селіма та Ойо в Судані. Озера Уніага злилися у два великі озера і розлилися над поверхнею або під землею. У деяких регіонах, таких як Великий Західний Ерг, утворилися мозаїки невеликих озер. Водно-болотні угіддя також розширилися під час АВП, але їх розширення, як і подальше скорочення відбувалося повільніше, ніж у випадку озер. Річка Нігер, русло якої було перегороджене дюнами під час останнього льодовикового максимуму, утворила озеро в околицях сучасного Тімбукту, яке зрештою у певний момент розлилося, і рівень його води впав.
У деяких частинах Сахари утворилися ефемерні озера, такі як Абу-Баллас, Бір-Кісейба, Бір-Сахара, Бір-Тарфаві та Набта-Плая в Єгипті, або заболочені озера, такі як Адрар-Бус в горах Аїр. Ефемерні озера також утворилися між дюнами, а в басейні Мурзук існував «прісноводний архіпелаг». Усі ці озерні системи залишили свідчення свого існування — скам'янілості риб, озерні відклади та родючі ґрунти, які пізніше використовувалися у сільському господарстві, як у випадку оаз Аль-Дейр та Харга. На вулканічних полях, таких як Тру-о-Натрон та Ера-Кохор в Тібесті, сформувалися вулканічні озера, деякі з яких, такі як озеро Мейдоб, розташоване на території вулканічного поля Мейдоб, існують досі. Потенційно, збільшення доступності води під час АВП могло сприяти виникненню фреатомагматичних вивержень, як-от такого, що призвів до утворення маару на вулканічному полі Баюда, хоча хронологія вулканічних вивержень в цій місцевості недостатньо досліджена, щоб обґрунтувати зв'язок із АВП.
Збільшення кількості опадів призвело до утворення або відновлення річкових систем у Сахарі. Велика річка Таманрассет текла з Атлаських гір та з нагір'я Ахаггар на захід до Атлантики і впадала в океан в районі затоки Аргуїн у Мавританії, де в часи АВП росли мангрові зарості. Басейн цієї річки колись був дванадцятим за площею у світі. Таманрассет та інші річки, які в часи АВП впадали у затоку Аргуїн, формували естуарії, підводні каньйони та річкові відклади. Осадові структури у морських кернах, а також підводні зсуви, зафіксовані у районі затоки Аргуїн, пов'язують з діяльністю цих річок.
Такі річки, як Ірхархар в Алжирі, Лівії та Тунісі, а також Сахабі та Куфра в Лівії, протікали територією Сахари протягом АВП, хоч і є деякі сумніви, що вони мали постійний стік. Протягом попередніх вологих періодів, здається, вони були більш повноводними. Протягом АВП територією Сахари текли невеликі водні потоки, сезонні річки, відомі як ваді, та інші водні потоки, що впадали у безстічні басейни, наприклад Ваді-Таннезуфт. Ці річки залишили свідчення свого існування, як-от гравійні хребти в Єгипті. У горах Аїр, Ахаггар та Тібесті в цей час існували так звані «середні тераси». Річки Сахари, озера та їх басейни, можливо, виступали як шляхи, якими поширювалися люди та тварини. Ці річки часто поєднувалися між собою алювіальними конусами. Прикладами тварин, які поширювалися річковими шляхами, є нільський крокодил, нільський кларій та червоночерева тіляпія. Цілком можливо, що назва Тассілі-н'Адджер, яка в перекладі з берберських мов означає «плато річок», посилається до водних потоків, які текли там у минулому. З іншої сторони, потужні течії цих річок могли зробити річкові береги небезпечними для проживання людей, і таким чином підштовхнули їх до розселення. Нині сухі річкові долини Східної Сахари використовуються як аналог при дослідженні колишніх річкових систем Марса.

### Населення Сахари

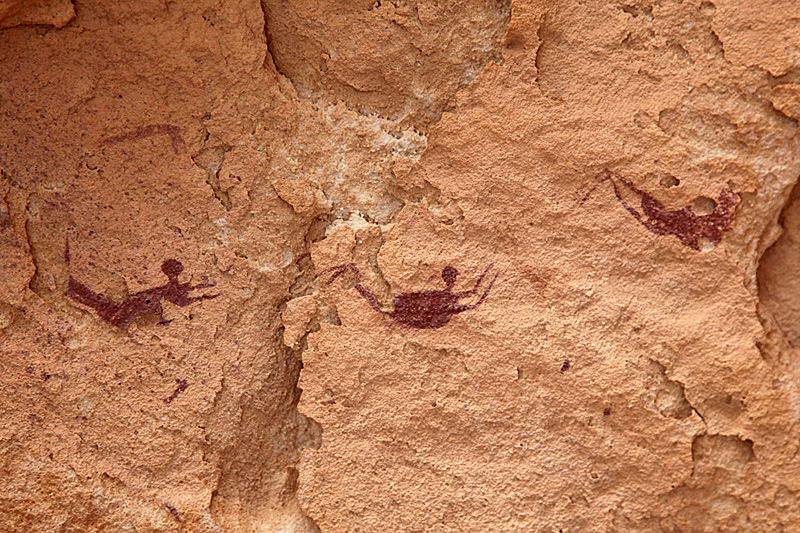
Наскельний малюнок, що зображає плаваючих людей (Печера Плавців, Єгипет)

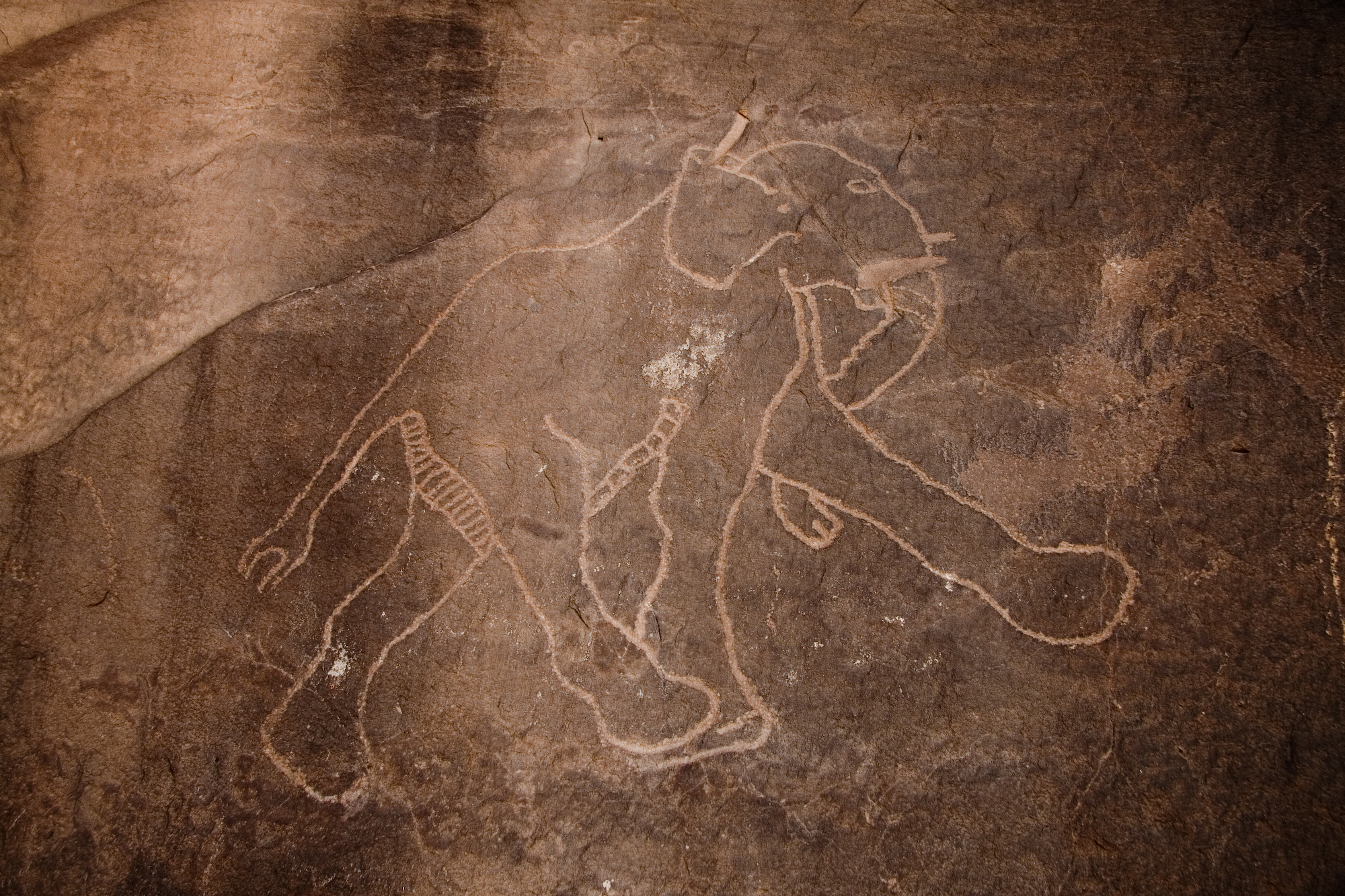
Петрогліф, що зображає слона (гори Акакус, Лівія)

Протягом Африканського вологого періоду Сахара мала сприятливі умови для проживання мисливців-збирачів, рибалок, а пізніше — для пастухів. Питання щодо часу, коли люди почали заселяти Сахару, є дискусійним. Вони могли прибути з півночі (Магрибу чи Киренаїки), де мешкали носії капсійської культури, з півдня (Субсахарської Африки) або зі сходу (долини Нілу). Фактом є те, що населення Сахари в часи АВП швидко зростало, за винятком короткого спаду 7600-6700 років тому. Сліди людської діяльності були знайдені в горах Акакус, печери та скельні прихистки яких люди використовували як місця стоянок. Стоянки людей знайдені в печері Уан-Афуда та в скельних прихистках Уан-Табу і Такаркорі. Вперше люди заселили Такаркорі в проміжку між 8000 р. до н. е. та 7000 р. до н. е., після чого вони там мешкали протягом п'яти тисячоліть. Люди оселилися в оазі Дахла в Єгипті та на території Гоберо в пустелі Тенере. В Гоберо було знайдено кладовище, дослідження якого допомогло в реконструкції способу життя давніх мешканців Сахари. Також люди оселилися на берегах озера Птолемей в Нубії, використовували його ресурси в господарстві та дозвіллі. Схоже, що в часи Африканського вологого періоду багато людей залежали від водних ресурсів, оскільки значна кількість інструментів, залишених ними, має стосунок до рибальства. Через це культуру мешканців Сахари називають «аквалітичною», хоча були виявлені значні відмінності між культурами різних регіонів. Озеленення Сахари призвело до демографічної експансії; особливо збільшення кількості населення протягом АВП спостерігається у Східній Сахарі. Натомість населення долини Нілу скоротилося, ймовірно, через розширення площі боліт та часті масштабні повені в дельті Нілу.
Люди полювали на великих тварин за допомогою зброї, яку було знайдено на території археологічних пам'яткок. Додатковим джерелом їжі для них були злаки, зокрема брахіарія, сорго та хвіст-трава, що росли в Сахарі. Також люди одомашнили корів, кіз та овець. Одомашнення великої рогатої худоби, можливо, відбулося у більш екологічно мінливій Східній Сахарі, однак відсутність озер (корови мають великі потреби у питній воді) могло обмежити її чисельність. Тваринництво почало серйозно розвиватися приблизно 7000 років тому, і швидкий приріст населення може бути пов'язаний із цією зміною культурної практики. Корови та кози поширилися на південний захід із північно-східної частини Африки 8000 років назад. У деяких місцевостях знайдені докази ведення молочного господарства. Те, що мешканці Сахари займалися скотарством, також підтверджують численні зображення худоби на наскельних малюнках. Залишається невідомим, наскільки важливою для мисливців-збирачів була практика скотарства, а також чи ці люди кочували, чи були осілими. Річки, які з'явилися в Сахарі під час АВП, використовувалися людьми як шляхи пересування, про що свідчить знахідка Дуфунського каное, найстарішого човна, знайденого в Африці. У горах Акакус археологи знайшли кілька культурних горизонтів, відомих як Ранній та Пізній Акакус, а також Ранній, Середній, Пізній та Фінальний Пастораль., а в Нігері — кіффійську культуру, виникнення якої пов'язане з початком АВП. Загалом, неолітичні суспільства скотарів Сахари процвітали. Можливо, саме через доступність їжі протягом АВП окультурення рослин в Африці відбулося пізніше — лише близько 2500 р. до н. е.
Мешканці Сахари створювали різноманітні петрогліфи та наскельні малюнки. Можливо, саме в Сахарі збереглося найбільше таких творів. Сюжети малюнків включають тварин та повсякденне життя, як-от плавання. Вони є свідченням існування в минулому Африки вологого періоду. Одні з найбільш добре збережених петрогліфів можна побачити в Печері Плавців у єгипетських горах Джільф аль-Кабір. Також наскельне мистецтво часів АВП збереглося в єгипетських горах Джебель-Увейнат, в Аравії та в горах Тассілі-н'Адджер в Алжирі. У тих місцях, які зараз є негостинною пустелею, археологи знаходять артефакти часів АВП, зокрема кераміку та кам'яні знаряддя для утримування худоби. Північна Африка разом зі Східною Азією є серед перших місць на Землі, де винайдено гончарство, ймовірно, під впливом збільшення доступності ресурсів під час АВП. Вологий період також сприяв його розвитку та поширенню в Західній Африці протягом 10-го тисячоліття до н. е.. Мотив «хвилястої лінії» або «пунктирної хвилі» зустрічається в керамічних орнаментах по всій Північній Африці аж до озера Туркана.
Населення Північної Африки часів АВП пройшло крізь стадії епіпалеоліту, мезоліту та неоліту. Люди в цей час виготовляли різноманітні кам'яні знаряддя. У Західній Африці перехід від середнього до пізнього кам'яного віку припав на початок АВП. У Судані виникнення ранньої хартумської культури збігається з початком АВП. Генетичні та археологічні дані вказують на те, що популяції Зеленої Сахари, ймовірно, виникли в Субсахарській Африці, і перемістилися на північ через деякий час після того, як пустеля стала більш вологою. Це може відображатися у поширенні на північ представників макро-гаплогрупи L та гаплогрупи U6. Також АВП сприяв переміщенню деяких євразійських популяцій до Африки, двостороннім подорожам через Сахару в цілому та поширенню ніло-сахарських мов. В інших місцях новоутворені або більш повноводні річки могли обмежити мобільність людей та утворити ізольовані популяції. Сприятливі для людей умови, які склалися в північній Африці протягом Африканського вологого періоду, можуть бути відображені в міфах про рай, зокрема в міфі про Едем, зафіксованому в Біблії, або в міфах про Елісій та Золоту добу, відомих з античності.

### Додаткові прояви в Сахарі
Розширення рослинного покриву та ґрунтоутворення стабілізували раніше активні дюни та призвели до появи драа, великих дюн, подібних до тих, що зараз поширені у Великій піщаній пустелі в Єгипті , хоча існують сумніви щодо того, що ці стабілізовані дюни були широко поширені. Свідчення ґрунтоутворення та біологічної активності в ґрунтах знайдені в горах Акакус та в районі Месак-Сеттафету в Лівії. Деякі свідчення ґрунтоутворення, такі як болотні руди, знайдені також в інших частинах Сахари. На території Піщаного щита Селіма в Судані ландшафт зазнав ерозійного руйнування та біотурбації. У Центральній та Південній Сахарі сформувалися алювіальні відклади, тоді як себхові відклади відомі із Західної Сахари. У деяких частинах Центральної Сахари блискавки, що влучали в ґрунт, залишили по собі фульгурити.

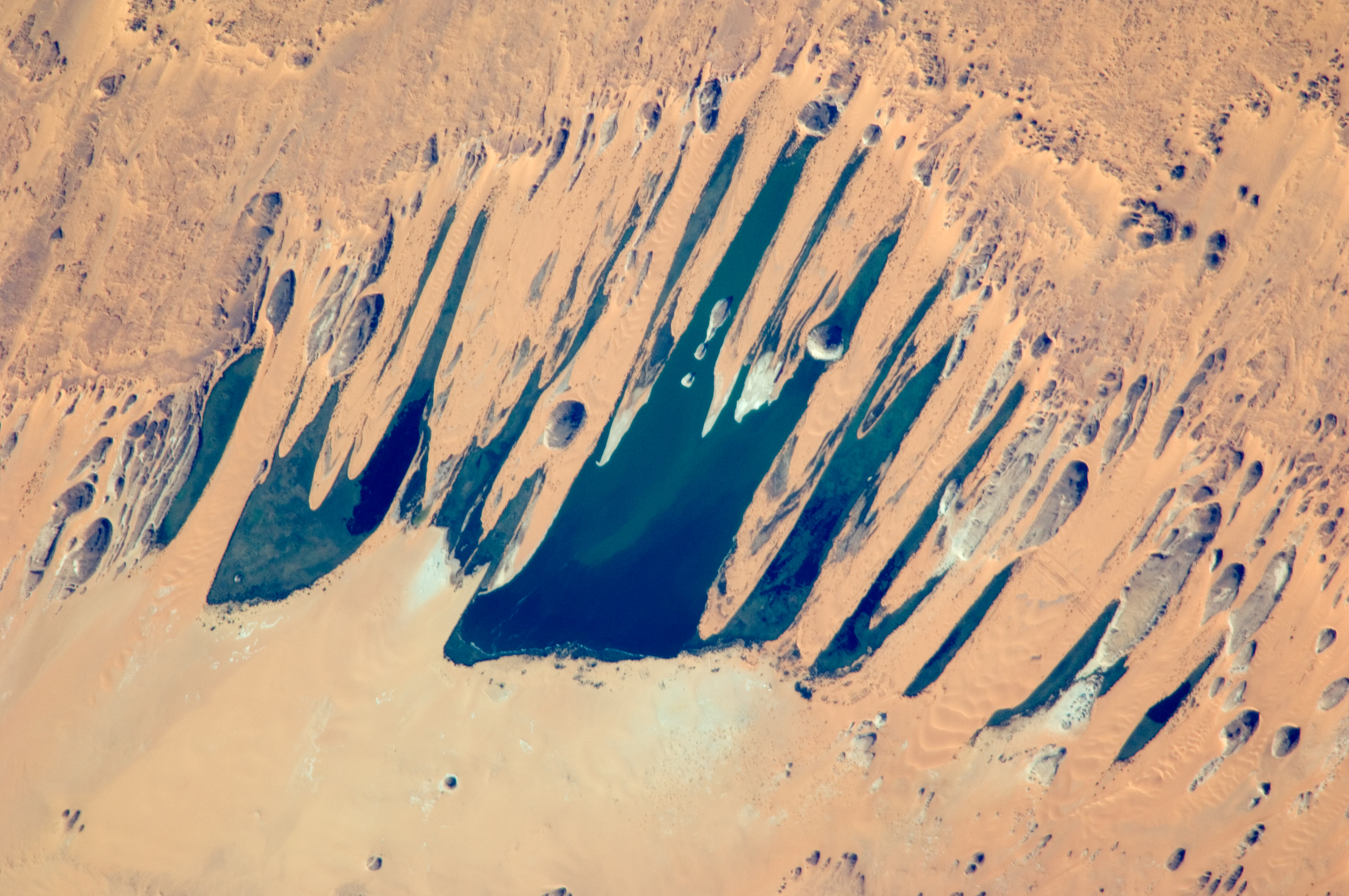
Озера Уніага живляться підземними водами, горизонти якох сформувалися протягом АВП

Збільшення опадів під час Африканського вологого періоду призвело до поновлення водоносних горизонтів, таких як Нубійський водоносний шар, В наш час вода з цього водоносного горизонту підтримує існування кількох озер у Сахарі, таких як озера Уніага. Також підземні води в часи АВП поповнювалися в горах Акакус та Аїр, у Феццані та в інших місцевостях Лівії та Сахелю. Підняття рівню підземних вод забезпечувало водою рослини. Частина води стікала у западини, озера та долини, формуючи карбонатні відкладення.
Формування озер та розширення рослинного покриву зменшили кількість пилових бур в Сахарі. Це було зафіксовано в морських кернах та в кернах італійських озер. У прибережних районах, зокрема в Омані, підвищення рівня моря також призвело до зменшення пилоутворення. У Середземному морі зменшення надходження пилу з Сахари супроводжувалося збільшенням надходження осаду з Нілу, що призвело до змін у складі морських донних відкладів. З іншої сторони, збільшення рослинного покриву могло призвести до збільшення надходження летких оргінічних сполук у повітря.
Питання про те, чи посилення мусонів посилювало або зменшувало апвелінг поблизу берегів Північно-Західної Африки, є дискусійним, оскільки деякі дослідження припускають, що посилення апвелінгу знижувало температуру поверхні моря і підвищувало його біологічну продуктивність, тоді як інші дослідження показують зворотні результати. Однак, незалежно від того, збільшився чи зменшився апвелінг, можливо, що посилення мусону підвищило продуктивність моря біля узбережжя Північної Африки, оскільки збільшення річкового стоку призвело до збагачення моря поживними речовинами. Зменшення надходження пилу могло спричинити припинення росту глибоководних коралів у східній Атлантиці під час АВП, оскільки кількість поживних речовин, яку вони могли отримувати, зменшилася.

### Аравія
Посилення африканських мусонів збільшило кількость опадів в регіоні Дофар та на південному заході Аравійського півострова. Печерні та річкові відклади на півдні Аравії та на Сокотрі показують зволоження клімату, подібне до того, що в цей час спостерігається в Африці. Можливо, зволоження клімату досягло навіть Катару. Свідчення існування голоценових палеоозер знайдені в Таймі, Джуббі, в пустелі Вахіба в Омані та у Мундафані. В Руб-ель-Халі озера утворилися між 7000 р. до н. е. і 5000 р. до н. е. Дюни цієї пустелі були стабілізовані рослинністю, хоча утворення озер там було менш інтенсивним, ніж у часи плейстоцену. Річка Ваді ад-Давасір в центральній Саудівській Аравії стала більш повноводною і збільшила річковий стік в Перську затоку. Ваді (сезонні потоки) в Омані розмили дюни, що утворилися в часи останнього льодовикового максимуму, та утворили акумуляційні тераси. У Ємені зафіксовані випадки збільшення річкового стоку, а збільшення кількості опадів зафіксовано в печерах Хоті та Кунф в Омані, Мукалла в Ємені та Хок на Сокотрі. Збільшення кількості опадів призвело до збільшення потоку підземних вод, утворення озер, що живляться підземними водами, та формування карбонатних відкладів.
В деяких частинах Аравії розширилася площа лісів та почастішали лісові пожежі. Джерела прісної води в Аравії під час АВП стали осередками людської активності, а в передгір'ях люди почали займатися випасанням худоби. На оголених коралових рифах Червоного моря, почалося утворення карстів, сліди яких можна побачити в наші дні. Зниження солоності Червоного моря також пояснується збільшенням кількості опадів, а також збільшенням седиментації та збільшенням річкового стоку. Надходження пилу у цей час зменшилося. В Аравії, як і в Сахарі, збереглися наскельні малюнки, які зображують дику природу регіону часів вологого періоду. З його початком також пов'язують виникнення деяких археологчних пам'яток, зокрема каїрнів.
Вологий період в Аравії тривав не так довго, як в Африці, пустелі не так сильно відступили, а опади, можливо, не досягали центральної та північної частин півострова, і обмежувалися переважно Оманом та нагір'ями Ємену. Північна Аравія залишалася більш посушливою, порівняно з Південною Аравією, а пилоутворення продовжувалося. Результати одного з досліджень показали, що середньорічна кількість опадів в районі Червоного моря зросла не більш, ніж на 1000 мм. Питання, чи були деякі озера в Аравії насправді болотами, залишається дискусійним.

### Східна Африка
Протягом Африканського вологого періоду стік Нілу був більшим, ніж зараз. Під час повеней рівень води в ньому був на 3-5 м вищим, ніж в наші дні (до побудови Асуанських греблів). Більш потужні повені, можливо, перетворили долину Нілу на болотисту і непривітну місцевість, що може пояснити, чому багато археологічних пам'яток, розташованих в долині цієї річки, були покинуті в часи АВП. Дослідження пам'ятки Джебель-Сахаба демонструє один з найбільш ранніх прикладів міжплемінних воєн. Одразу після події пізнього дріасу головним джерелом води Нілу став Блакитний Ніл. Після руйнування геоморфологічного бар'єру води Нілу заповнили Фаюмську западину, утворивши глибоке озеро з безкисневими придонними водами, розташоване на висоті 20 м над рівнем моря. Внаслідок зростання кількості опадів у дельті Нілу утворилися водно-болотні угіддя та анастомозні канали. Крім того, притоки Нілу, що текли на північному заході Судану, такі як Ваді Аль-Малік, Ваді Ховар та Долина Цариць, стали більш повноводними та почали скидати відклади в Ніл. Ваді-Ховар був активним приблизно до 2500 р. до н. е., а пробиваючи шлях крізь дюни ця річка формувала озера та болота. Це була найбільша сахарська притока Нілу, яка була важливим шляхом сполучення з Субсахарською Африкою. Здається, що озера Вікторія та Альберт не сполучалися з Білим Нілом протягом усього АВП, натомість Білий Ніл в часи розливів сполучався з озером Туркана. Схоже, що протягом АВП спостерігається тенденція до зменшення стоку Блакитного Нілу порівняно з Білим Нілом. З часом ерозія долини Нілу та її поглиблення зменшила ризик затоплення в деяких районах, які таким чином стали доступними для заселення людьми.

Озера, які сформувалися або розширилися в часи африканського вологого періоду

Рівень води у безстічних озерах Східної Африки піднявся, іноді на сотні метрів. Озеро Сугута розлилося та заповнило всю долину Сугута. Це озеро впадало в річку Керіо, а та — в озеро Туркана. Барагой та інші річки, що впадали в озеро Сугута, а також річка Турквел, що впадала в озеро Туркана, сформували річкові дельти. Річка Омо залишилася основною притокою Туркани, але відносна роль інших приток зросла порівняно з сучасними умовами. Западина Чоу-Бахр перетворилася на озеро глибиною 45 м, яке разом з озерами Чамо, Абая було частиною річкової системи, що впадала в озеро Туркана, а саме озеро Туркана через болото Лотікіпі, розташоване на північний захід від нього, сполучалося з Білим Нілом. Збільшення глибини Туркани зменшило змішування води в ньому, що дозволило накопичення органічного матеріалу. Відклади цього озера є основою формації Галана-Боі. В часи АВП Туркана була великим, повноводним прісним озером, на берегах якого, в затоках, уздовж мисів та в інших захищених місцевостях, жило багато людей. Ці люди займалися рибальством та використовували інші ресурси регіону.
Ефіопське озеро Аббе в часи АВП було набагато більшим, ніж зараз, і займало площу 6000 км². Воно охоплювало території, розташовані на захід від тієї місцевості, які озеро займає зараз, і включало в себе сучасні озера Афамбо, Гуммаре та Тендахо, таким чином перетворюючи вулкани Боравлі, Дама-Алі та Куруб на острови. Максимальна глибина озера становила 300 м. Вона була досягнута в часи раннього голоцену, коли річковий стік збільшився. Також озеро Аббе живилося термальними підземними водами. На берегах цього озера люди проживали впродовж 9000 років. Археологічні пам'ятки свідчать про те, що люди використовували ресурси озера та були свідками його розливу і обміління. Традиції гончарства, зафіксовані у мешкаців регіону, є унікальними за стандартами Африки того часу.
Озера Звай та Шала в Ефіопії злилися з озерами Абіятта і Лангано, утворивши одну велику водойму, води якої живили річку Аваш. Серед інших озер, площа яких збільшилась в цей час, відзначають озера Ашенге та Гайк в Ефіопії, озера Богорія, Найваша і Накуру/Елментейта в Кенії та озеро Масоко в Танзанії. Нові озера утворилися в кальдері вулкана Мененгаі та в регіоні Чалбі на схід від озера Туркана, останнє займало площу близько 10 000 км². На початку голоцену в Кенії сформувалося озеро Магаді площею 1600 км² та глибиною 20 м, яке живилося нині пересохлими водоспадами та, можливо, сусіднім озером Кура. В Данакільській западині в Ефіопії, одному з найспекотніших місць на планеті в наші дні, існували прісні джерела. Нові озера сформувалися в западинах на території гір, що оточують озеро Ківу. Деякі із східноафриканських озер, розливаючись та прорізаючи в скелях каньйони, поєднувались між собою. Озеро Накуру/Елментейта стікало на північ через кальдеру Мененгаі. Озеро Барінго-Богорія та Сугута поєднувалися з озером Туркана, а через нього — з Нілом. Озеро Найваша стікало на північ через озеро Сіріата в озеро Магаді-Натрон. Розлив та сполучення між собою східноафриканських озер дозволили багатьом тваринам, таким як нільські крокодили та риби, поширюватися по озерним басейнам, але в той же час стали перешкодами для багатьох наземних ссавців.

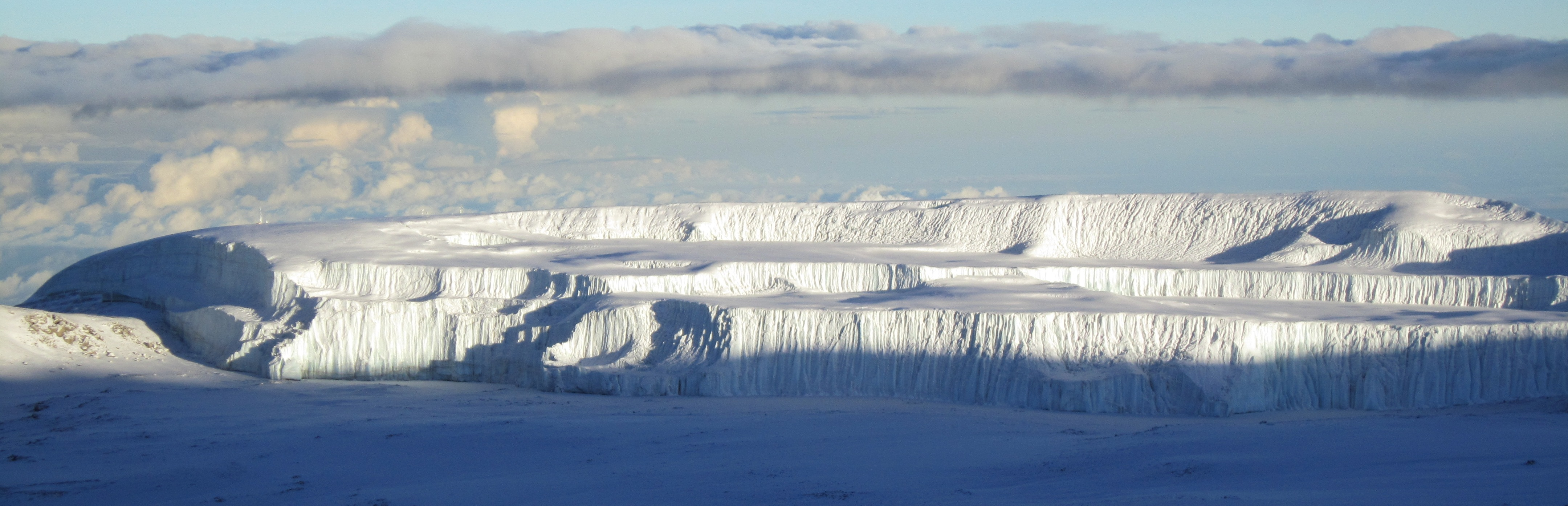
Льодовики Кіліманджаро. Найстаріші з них сформувалися в часи Африканського вологого періоду.

На початку АВП гірські льодовики припинили відступати або навіть ненадовго розширилися, перш ніж продовжили свій відступ. На горі Кіліманджаро під час події пізнього дріасу вони зникли, після чого вони знову з'явилися і навіть розширилися, однак в цей же час піднялася верхня межа лісу, супроводжуючись утворенням ґрунту. Більш вологий клімат міг дестабілізувати сусідній вулкан гори Меру, спричинивши гігантську експлозію, яка знесла його вершину.
Ерозія у водозбірних басейнах Східної Африки зросла з початком вологого періоду, але потім зменшилася ще до його закінчення, оскільки посилене вивітрювання призвело до формування ґрунтів і, відповідно, до утворення рослинного покриву, який згодом призвів до зменшення ерозії. Посилення вивітрювання призвело до зменшення концентрації вуглекислого газу в атмосфері.
Всупереч кліматичним моделям, які використовувалися при моделюванні змін клімату внаслідок орбітальних змін, під час АВП регіон Східно-Африканського рифту також зазнав зволоження, яке досягало на півдні озер Руква та Мверу-Вантіпа в Південній півкулі. Дослідження пилку вказують на те, що в регіоні Великих Африканських озер внаслідок збільшення кількості опадів розширилася площа дощових лісів, тоді як наразі вони зустрічаються лише в обмежених районах. Більш густий рослинний покрив також був поширений в районі озера Туркана — майже половину площі суходолу в його околицях займала деревна рослинність, хоча луки продовжували домінувати. Розвиток лісової рослинності навколо Великих Африканських озер створив взаємопов'язане біорізноманітне середовище, в якому поширювалися різні види, що мало свій наслідок у майбутньому, коли ліси стали фрагментованими. Площа рослинного покриву також збільшилася в Афарській улоговині. Результати дослідження ґрунтів підтвердили зволоження клімату в цій місцевості. На великих висотах поширилися рослини з родини вересових. Ліси та вологолюбна рослинність поширилися в горах Бале. Проте в околицях озер Ньяса та Танганьїка зустрічалися різні типи рослинності, у тому числі поширені в посушливих місцевостях, і загалом флора регіону не зазнала значних змін.
Загалом у Східній Африці АВП призвів до покращення природних умов, зокрема до більшої доступності їжі та води у великих озерах, що дозволило популяціям людей виживати та збільшуватися в розмірах, не вимагаючи серйозних змін у стратегіях пошуку їжі. Зі спільнотами рибалок та збирачів пов'язують пунктирно-хвилясто-лінійну кераміку та кансьорську кераміку. В Сомалі АВП пов'язують з появою кам'яної індустрії «бардаале». Попередні вологі та сухі періоди в Східній Африці, можливо, вплинули на еволюцію людей та дозволили їм поширитися через Сахару в Євразію.

### Інші частини Африки та регіон тропічних лісів
Рівень води в озері Босумтві в Гані піднявся в часи АВП. Існують свідчення того, що в цей час зменшилася активність лісових пожеж. Площа лісів розширилася в горах Камерунського нагір'я та на плато Амадава в Камеруні. Також тропічні ліси посунулись на північ, досягнувши камерунського озера Бамбілі, викликавши зсув афромонтанської рослинності на більші висоти. Дощові ліси в Центральній Африці майже не змінилися, за винятком деякої зміни видів та розширення їх площі. Існують свідчення того, що «екваторіальний вологий період», який механічно пов'язують з екваторіальною інсоляцією та який тривав на території Амазонії, міг також тривати на сході Конго в той же час, що і АВП. Торф'яні болота Центрального Конго продовжили розвиватися під час африканського вологого періоду. Торф в них продовжує накопичуватися і в наші дні, хоча після завершення АВП у центральній частині басейну торф почав накопичуватися повільніше. У Гвінейській затоці посилення седиментації та зміна моделей осадонакопичення через збільшення річкового стоку зменшили активність підводних холодних просочувань на шельфі сучасної Нігерії.
Протягом АВП на островах Сан-Ніколау та Брава в архіпелазі Кабо-Верде збільшилась кількість опадів та посилилась ерозія. Зміни у лаурісілві на острові Санту-Антан пов'язують з АВП. Свідчення зволоження клімату існують також на Фуертевентурі в групі Канарських островів. На острові Гран-Канарія піднявся рівень підземних вод, а після закінчення вологого періоду він знову впав. Клушиці потрапили на Канарські острови через Північну Африку, коли остання була більш вологою.

### Левант та Середземномор'я
Клімат Магрибу не зазнав масштабних змін за останні 11 700 років. Можливо, це пов'язано з тим, що Атлаські гори заблокували поширення мусонів далі на північ. Однак дослідження річкових та печерних відкладів на півдні Марокко демонструють свідчення зволоження клімату. Також впливом АВП пояснюється зміна рослинності в горах Середнього Атласу, річкові повені в Тунісі та зміни екосистеми, які вплинули на степових гризунів Північної Африки.
У плейстоцені та голоцені вологість у Середземномор'ї часто корелює з вологістю в Сахарі. Клімат раннього та середнього голоцену в Іберії, Італії, Сицилії, Негеві та Північній Африці був вологішим, ніж зараз. Причиною збільшення кількості опадів в Середземномор'ї може бути посилення середземноморських циклонів та західних вітрів, збільшення вологості західних вітрів, перенесення вологи на північ з Африки або поширення на Середземномор'я впливу мусонів. Питання щодо зв'язку між африканськими мусонами та збільшенням опадів в Середземномор'ї є дискусійним. Фактом є те, що кількість зимових дощів в регіоні збільшилась, однак складно відділити мусонні опади від немусонних.
Під час АВП Середземне море стало менш солоним, частково через збільшення кількості опадів, яких приносили західні вітри, а також через збільшення стоку африканських річок, що призвело до формування сапропелевих відкладів. Безпосередньо з АВП, а саме зі збільшенням стоку Нілу та інших річок Африки пов'язують сапропелевий шар S1. Збільшення річкового стоку призвело до змін морських водних мас, внаслідок чого Середземне море стало більш стратифікованим та евтрофікованим. Також збільшення стоку разом із зменшенням кількості пилу, переносимого вітром, призвело до зміни у формуванні морських осадів, а також до збільшення кількості поживних речовин, що в свою чергу призвело до більшої продуктивності харчової мережі в Середземному морі та до змін у розвитку глибоководних коралів.
У Леванті зволоження клімату протягом АВП зареєстровано в печері Джейта в Лівані та в печері Сорек в Ізраїлі, тоді як рівень води в Мертвому морі, за різними свідченнями, збільшився або зменшився. Рівень води в озерах Південної Європи залишався низьким. Це не схоже на деякі попередні вологі періоди в Сахарі; можливо, більша різниця в інсоляції між зимою та літом у більш ранні вологі періоди створювала іншу структуру вологості, ніж під час голоцену. Під час АВП Північне Середземномор'я могло бути більш сухим, з більшою активністю лісових пожеж.

### Південна Африка
Наслідки Африканського вологого періоду для Південної Африки, якщо такі були, є неясними. Спочатку науковці припускали, що орбітальні зміни та зміщення екваторіальної зони конвергенції означали настання посушливого періоду у Південній Африці, який змінився на більш вологий із закінченням АВП. Відсутність достатньо чітких палеокліматологічних даних з Південної Африки ускладнила оцінку змін клімату в цьому регіоні під час АВП. Одні палеокліматичні дослідження показують, що Південна Африка насправді була вологішою в часи АВП, а не сухішою, натомість інші дослідження вказують на те, що АВП не вплинув на клімат Південної та Південно-Східної Африки. Зволоження досягало північно-західних районів Мадагаскару, розташованих на 23° південної широти та басейну річки Оранжевої. Територія між озерами Танганьїка та Ньяса трактується як зона впливу АВП.
Можливо, протягом АВП відбувалися протилежні зміни у кількості опадів на південному сході Африки та у тропічній Східній Африці. Річка Замбезі в цей період мала найнижчий річковий сток. Особливі зміни відбулися в центральній частині Південної Африки, де настання сухого періоду збіглося з розширенням озера Макгадікгаді. Під час цього сухого періоду озеро живилося водами річки Окаванго, а сама річка мала більший сток внаслідок зволоження Ангольського нагір'я впродовж АВП. У цей же час в Анголі формуються торфові болота. Загалом, кореляція між змінами вологості в Північній та Південній Африці впродовж голоцену незначна. В Південній Африці чітко не прослідковується ні початок, ні кінець АВП. Ймовірно, зміни клімату в Південній Африці були спричинені змінами температури поверхні моря, викликаними орбітальними змінами. Крім того, після завершення останнього льодовикового періоду в Південній Африці могли відбуватися власні періоди зволоження, не пов'язані з АВП.

### Кількісні оцінки
Оцінки того, на скільки саме збільшилась кількість опадів в часи АВП, дуже різняться. Загалом в цей період в Сахарі середньорічна кількість опадів зросла на 300—400 мм, а на південь від 19-21° північної широти — навіть на понад 400 мм. Оцінки щодо збільшення середньорічної кількості опадів у Східній Сахарі коливаються від 200 мм на півночі до 500 мм на півдні. У Східній Сахарі могли залишитися місцевості, де середньорічна кількість опадів становила менш як 100 мм, однак навіть її найбільш посушливі частини могли отримувати у 20 разів більше опадів, ніж в наші дні. За оцінками, середньорічна кількість опадів в Сахарі ніде не перевищувала 500 мм, хоча деякі дослідження подають вищу кількість.
Результати інших досліджень показують, що середньорічна кількість опадів у Сахарі зросла приблизно на 150—320 мм зі значними регіональними коливаннями. Виходячи з підвищення рівня озер, кількість опадів в Східній Африці збільшилась на 20-33 %, на 25-40 %, або на 50-100 %/40-150 %, а в Північній Африці — на 40 %. У ранньому голоцені, здається, спостерігалася тенденція до зниження вологості в напрямку на схід і північ. У оазі Тайма в Аравії кількість опадів, здається, збільшилася втричі, а в оманській пустелі Вахіба середньорічна кількість опадів досягала 250—500 мм.

## Вплив на інші режими клімату
Південне коливання (періодичне повторення Ель-Ніньйо та Ла-Ніньї) є основним мінливим режимом клімату. Палеокліматичні дані з Еквадору та Тихого океану вказують на те, що протягом раннього та середнього голоцену мінливість південного коливання була зменшена на 30-60 %, що можна лише частково пояснити орбітальним впливом. Зелена Сахара, можливо, зменшувала активність південного коливання, викликаючи кліматичний стан, схожий на Ла-Нінью. У кліматичній моделі це супроводжується зменшенням апвелінгу та поглибленням термоклину в східній частині Тихого океану, оскільки циркуляція Волкера зміщується на захід. Східні вітри у західній частині Тихого океану посилюються, тоді як у східній — слабшають. Крім того, в Атлантиці посилюється Атлантичний Ніньйо.
Науковцями проводилися дослідження віддаленого впливу АВП на клімат, хоча багато змін залежить від певної кліматичної моделі, до того ж ця модель може бути неточною через неправильне зображення розподілу пилу в атмосфері. Зниження альбедо Сахари під час АВП могло сприяти потеплінню під час голоценового кліматичного оптимуму, однак збільшення хмарності, навпаки, могло йому протидіяти. Дослідження показують, що АВП впливав на температуру поверхні моря в Індійському океані, хоча у науковців бракує даних про температуру моря в середині голоцену.
Атлантична меридіональна перекидальна циркуляція транспортує тепло з Південної в Північну півкулю та була задіяна на початку АВП після завершення льодовикового періоду. Були проведені різні дослідження, щоб встановити, як зменшення надходження пилу з Сахари та її озеленення вплинули на її інтенсивність, однак їх результати виявилися суперечливими. Збільшення теплообміну через атмосферу чи океан призвело б до потепління в Арктиці.

### Опади та АВП
Озеленення Сахари посилило південноазійські та східноазійські мусони, а також призвело до підвищення температури та збільшення кількості опадів на більшій частині Тибетського нагір'я, особливо наприкінці сезону мусонів. Моделювання клімату, що включає Зелену Сахару, відтворює там реконструйований палеоклімат краще, ніж без цього. У кліматичній моделі серед опадів спостерігається переважання дощів над снігопадами. Посилення та розширення впливу мусонів в Африці та Азії змінює атмосферну циркуляцію планети, призводить до більш вологих східноазійських мусонів та до посух в тропічній Південній Америці та центрально-східній частині Північної Америки. У Східній Азії посилені антициклони над західною частиною Тихого океану призводить до збільшення кількості опадів більше вологи на північному сході Китаю і в Індокитаї, та до зменшення їх у центрі та на південному сході Китаю. Зниження викидів пилу нагріває Північну Атлантику та посилює північноамериканські мусони. Навіть в Європі та Австралії відбувається зміна кількості опадів.
Можливо, озеленення Сахари під час АВП могло призвести до збільшення кількості опадів на Близькому Сході, навіть якщо ані африканський, ані індійський мусони не досягали його. Весняний ріст рослинності спричиняє аномальну атмосферну циркуляцію, яка спрямовує переміщення вологи із Середземного моря, Червоного моря та східної частини Тропічної Африки на Близький Схід, призводячи до збільшення опадів та до підвищення продуктивності сільського господарства. Це могло б пояснити збільшення кількості опадів на Близькому Сході протягом АВП. В ранньому голоцені Близький схід відчув зволоження клімату, що призвело до формування убейдської культури в Месопотамії, після чого близько 5500 років тому регіон вступив у посушливий період, що, згідно з симуляцією, могло відобразитися у зниженні врожайності пшениці.

### Урагани та АВП
Одна кліматична модель показала, що більш зелена Сахара та зменшення пилоутворення збільшили б активність тропічних циклонів, особливо над Атлантикою, а також у більшості інших басейнів тропічних циклонів. Зміни в інтенсивності штормів, зменшення градієнту вітру, зміни в атмосферній циркуляції та зменшення кількості пилу в атмосфері призвели б до нагрівання океанів та до посилення циклонів, тоді як активність тропічних хвиль в Атлантиці могла збільшитися або зменшитися. Чистим ефектом могло б бути глобальне збільшення активності тропічних циклонів, зсув їх на захід, а в Атлантичному океані — зсув їх у бік більш пізніх дат. Хоча немає достовірних палеотемпестологічних даних для періоду АВП, які могли б підтвердити або спростувати цю теорію, багато з цих даних стосуються конкретних місць ураганної активності, зокрема Пуерто-Рико та В'єкеса, і, здається, корелюють з потужністю західноафриканських мусонів. Збільшення кількості опадів на півночі півострова Юкатан у середині голоцену можна пояснити посиленням ураганної активності в часи АВП. З іншого боку, в часи АВП відбулось зниження ураганної активності в районі Великої Багамської банки та островів Драй-Тортугас, а викиди пилу не завжди корелюють з активністю ураганів. Нарешті, зміщення екваторіальної зони конвергенції на північ в часи АВП могло спричинити відповідне зміщення на північ областей тропічного циклогенезу та штормових шляхів в Атлантичному океані, що також могло б пояснити зниження активності ураганів на Багамах та на островах Драй-Тортугас.

## Коливання

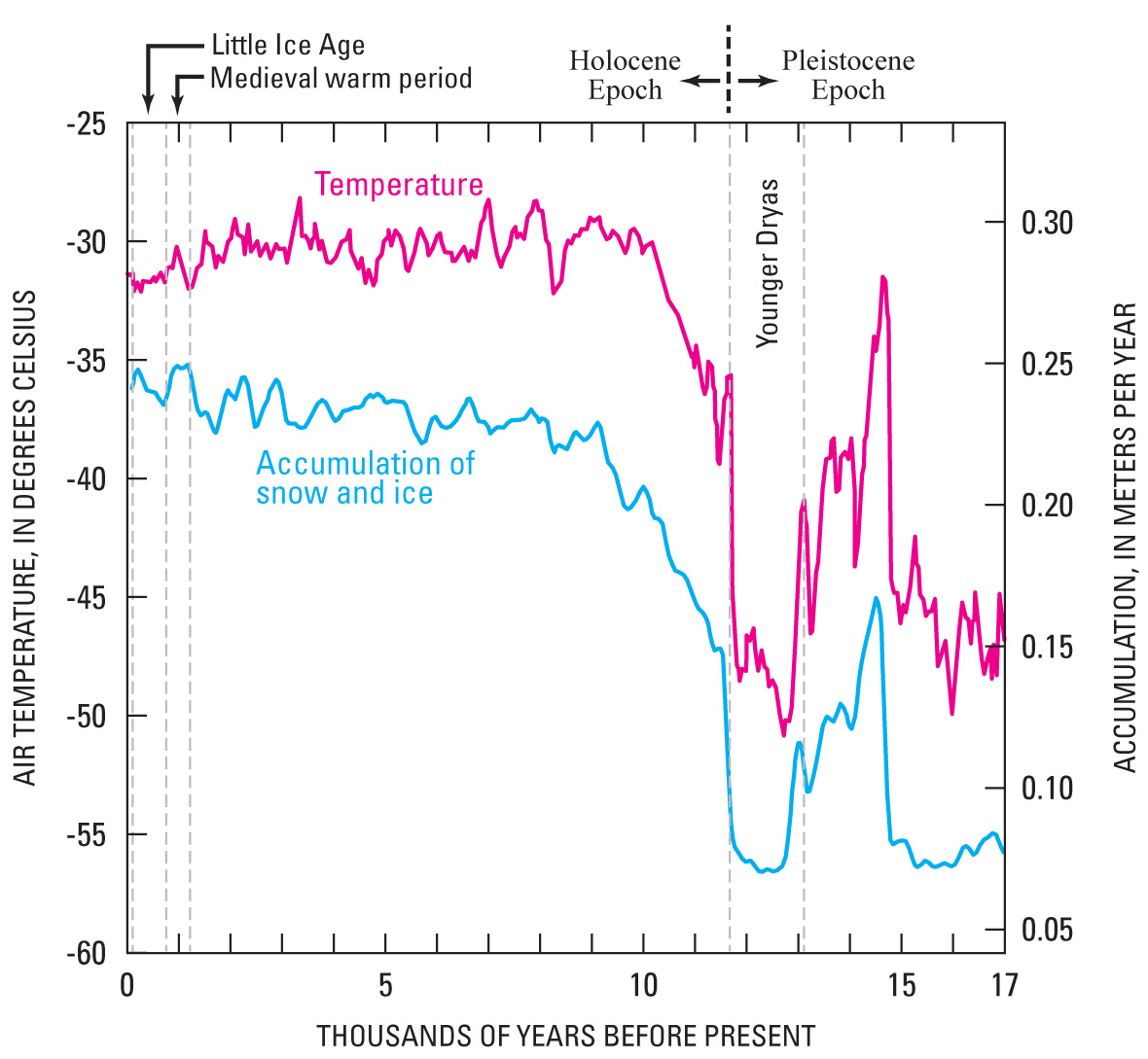
Температури в Гренландії в часи пізнього дріасу

Мінливість клімату під час АВП загалом погано задокументована. Наприкінці останнього льодовикового періоду та в голоцені траплялися деякі часові проміжки, які характеризувалися зменшенням кількості опадів. Під час події пізнього дріасу 12 500—11 500 років тому Північна Атлантика та Європа знову стали холоднішими, а в регіоні, де тривав африканський вологий період, розпочалася фаза посухи, що призвела до падіння рівня води в багатьох озерах Східної, Південної та Західної Африки. Посуха також поширилася на Індію та Середземномор'я. В пустелі Негев відновилась активність дюн. Наприкінці періоду пізнього дріасу кількість опадів, рівень води в озерах та річковий стік знову збільшилися, хоча на південь від екватора повернення вологих умов відбувалося повільніше, ніж на північні, де спостерігалася різка зміна клімату.
Інша посушлива фаза відбулася приблизно 8200 років тому. Вона охопила Східну та Північну Африку, що підтверджується різними доказами, такими як зниження рівня води в озерах. Ця фаза збіглася з похолоданням у Північній Атлантиці, в навколишніх частинах суходолу, таких як Гренландія, та в усьому світі. Ця посуха може бути пов'язана з подією 6200 року до н. е., яка розділяє гренландський та нортгриппський віки голоцену і тривала приблизно одне тисячоліття. Глобальне похолодання 6200 року до н. е. також було відчутне в Магрибі, де, за певними дослідженнями, воно могло призвести до появи капсійської культури, а також до культурних змін як у Сахарі, так і в Середземномор'ї. Інші дослідження підтверджують зміну в кількості населення, опираючись на кількість поховань в Гоберо, однак піддають сумніву вплив посухи на глобальні культурні зміни. Схоже, що цей епізод був спричинений остаточним руйнуванням Лаврентійського льодовикового щита у Північній Америці та раптовим надходженням великої маси холодної води в Північну Атлантику.
Охолодження Північної Атлантики під час події Хайнріха 1 та події пізнього дріасу, пов'язаних з послабленням атлантичної меридіональної перекидальної циркуляції призвели до виникнення аномалій атмосферного тиску, які змістили тропічну струменеву течію та пояс опадів на південь, і таким чином призвели до посухи в Північній Африці. Штормові шляхи також змістилися на північ від Середземномор'я. Більш ранні події Хайнріха також супроводжувалися посухами в Північній Африці. Подібним чином, ослаблення транспортування вологи та зміщення на захід повітряного кордону Конго сприяли зменшенню кількості опадів у Східній Африці, хоча деякі частини Південної Африки в районі озера Ньяса були вологішими під час пізнього дріасу.
Багато коливань вологості в ранньому голоцені, мабуть, викликані надходженням великої кількості талої води з Лаврентійського льодовикового щита в Атлантику, що послаблювало атлантичну меридіональну перекидальну циркуляцію. Деякі сухі періоди, зафіксовані в морських кернах Гвінейської затоки, здається, збігаються з подіями, зареєстрованими в крижаних кернах Гренландії. Інші зафіксовані коливання кількості опадів, пояснюються змінами сонячної активності. Наприклад, коливання рівня води в озері Туркана корелює з 11-річним циклом сонячної активності.
В озері Туркана коливання рівня води відбувалися між 6500 і 2500 рр. до н. е. Високі рівні води фіксувалися в ньому до 6400 р. до н. е., близько 5000 р. до н. е. та між 3500 і 3000 рр. до н. е., а низькі рівні — близько 6000 р. до н. е., 8000 р. до н. е. і 10 000 р. до н. е.. Дослідження «пустельної засмаги» зі скель навколо озера показало. що озеро п'ять разів досягало високого рівня води. Схоже, що висота води в озері залежала від температури поверхні моря в Атлантичному та Індійському океанах, а також від сполучення озер Сугута та Чоу-Бахр з озером Туркана. Вулканічні та тектонічні явища також відбувалися в цей час, однак вони не мали такого масштабу, який би міг пояснити великі зміни рівня води в озері. На основі дослідження пилку також було виявлено коливання води в озері Чад, особливо наприкінці АВП. Рівень води в озері Тауденні коливався з інтервалом у чверть тисячоліття, а у Східній Сахарі траплялися часті посухи.
Інші коливання вологості, здається, відбулися між 7500 і 7000 рр. до н. е. та між 5400 і 4800 рр. до н. е., а також близько 8200 р. до н. е., 6200 р. до н. е., 4600 р. до н. е. і 4000 р. до н. е. Вони супроводжувалися зменшенням густоти населення в деяких частинах Сахари. В Єгипті періоди посухи фіксуються між 7400 і 7300 рр. до н. е., 6800 і 6600 рр. до н. е., 5100 і 4900 рр. до н. е. та між 4100 і 3900 рр. до н. е.. Тривалість і силу посух важко реконструювати, а вплив таких явищ, як подія пізнього дріасу, різниться навіть між сусідніми районами. Під час посушливих епізодів люди могли скупчуватися навколо водойм, які зберігали велику кількість ресурсів. Культурні зміни в центральній частині Сахари були пов'язані з деякими посушливими епізодами. Крім тимчасових коливань, фіксується відступ зволоження на південь, який відбувся після 6000 р. до н. е., та сильна посуха, що відбулась приблизно в 5800 р. до н. е.

## Кінець
Африканський вологий період закінчився приблизно 6000–5000 років тому. Часто як його кінцеву дату вказують 3500 рік до н. е. Після скорочення площі рослинного покриву Сахара стала безплідною і була занесена піском. У Північній Африці посилилась вітрова ерозія. Зросло пилоутворення в Сахарі та у пересохлих озерах в ній, зокрема в западині Боделе, яка наразі є найбільшим джерелом пилу на Землі. Озера пересохли, мезофітна рослинність зникла, а осілі людські популяції були замінені на більш мобільні. Перехід від «Зеленої Сахари» до сучасної пустелі Сахара вважається найбільшою голоценовою екологічною зміною в Північній Африці. Наразі в регіоні майже не випадає опадів. Кінець АВП, так само як і його початок, можна вважати «кліматичною кризою», враховуючи його силу і площу, на яку він вплинув. Посуха досягла навіть Канарських островів, Кабо-Верде та південно-східних районів Ірану.
Холодний період Піорської осциляції в Альпах збігається з кінцем АВП. Період між 3600 р. до н. е. і 3000 р. до н. е. характеризувався масштабним похолоданням та змінами в кількості опадів по всьому світу. Можливо, причинами цього стали зміни сонячної активності та орбітальних параметрів. Цей період дослідники називають «Серединно-голоценовим переходом» (Mid-Holocene Transition). Деякі зміни клімату, ймовірно, поширилися на південно-східну Австралію, Центральну Америку та Південну Америку. Почався неогляціал.
Великі пантропічні екологічні зміни відбулися близько 4000 років тому. Вони супроводжувалися крахом стародавніх цивілізацій, сильними посухами в Африці, Азії та на Близькому Сході, відступом льодовиків на горі Кіліманджаро та на горі Кенія.

### Хронологія
Питання, чи відбулося висихання скрізь одночасно і чи відбувалося воно протягом століть чи тисячоліть, залишається дискусійним, частково через розбіжності в палеокліматичних даних. Також існує розбіжність щодо часу, протягом якого змінювався рослинний покрив. Морські керни зазвичай вказують на різку зміну клімату, хоч і не без винятків, тоді як результати дослідження пилку цього не підтверджують, через регіональні та місцеві відмінності флори. Африка має різноманітні ландшафти, а підземні води та рослинний покрив можуть змінювати локальні умови. Наприклад, водні об'єкти, що живляться підземними водами, зберігають свій рівень води довше, ніж ті, що живляться дощовими водами. Дебати щодо того, як швидко утворилася Сахара, сягають 1849 року, коли німецький натураліст Александер фон Гумбольдт припустив, що лише швидке висихання може призвести до формування пустелі.
Останні дослідження свідчать про те, що завершення африканського вологого періоду відбувалося поетапно, з півночі на південь. На північному сході Азії, в Західній Сахарі та Східній Африці, на північ від сучасного мусонного поясу, завершення АВП тривало протягом 500 років, за один етап, який відбувася з 4000 р. до н. е. по 3000 р. до н. е. Далі на південь зменшення кількості опадів тривало довше, а ближче до екватора АВП закінчився між 2000 р. до н. е. і 500 р. до н. е. У Східній Африці значне висихання відбулося між 2500 р. до н. е. і 1500 р. до н. е., а пік його припав на 2000 р. до н. е. Єгипет у часи Стародавнього царства все ще був вологішим, ніж зараз. На північному сході Африки завершення АВП почалося пізніше, у 2000 р. до н. е., причиною чого є поведінка мусонів. Інші дослідження виявили, що висихання поширювалося зі сходу на захід.
Деякі дані вказують на двофазову зміну клімату з двома чіткими періодами посухи, спричиненими двома ступенями зниження інсоляції. Різні екологічні зміни могли відбутися в Центральній Африці, Західній Африці та Східній Африці. Деякі дослідники вважають справжнім кінцем АВП, особливо в Центральній Африці, посуху 2200 р. до н. е., яка ознаменувала собою перехід від нортгриппського до мегхалайського віку голоцену.
Підвищенна мінливість кількості опадів могла передувати закінченню АВП, як це часто буває перед раптовими змінами клімату. На плато Джільф аль-Кабір після завершення АВП режим зимових опадів стабілізувався в проміжку між 4300 р. до н. е. і 3200 р. до н. е. Надалі також відбувалися кліматичні коливання, зокрема в проміжку між 500 р. до н. е. та 300 р. н. е. Римська Північна Африка та околиці Мертвого моря стали більш вологими. Приблизно у 100 р. до н. е. захід Сахелю також став більш вологим. 2700 років тому центральна частина Сахари перетворилася на пустелю і залишається нею до сьогодення.

### Сахара та Сахель
Після першого короткочасного падіння рівня в озері Мега-Чад, яке відбулося між 3700 р. до н. е. і 2700 р. до н. е., що могло відображати мінливість клімату наприкінці Африканського вологого періоду, рівень води в озері швидко знизився після 3200 р. до н. е. Він скоротився приблизно до 5 % свого колишнього розміру, причому більш глибока північна частина басейну (западина Боделе) повністю висохла приблизно 2000—1000 років тому, оскільки вона була від'єднана від південної частини басейну, куди впадала головна притока Чаду — річка Шарі. Пересохла западина тепер піддавалася впливу вітрів харматан, які підіймали з колишнього дна озера хмари пилу. Наразі Боделе є найбільшим джерелом пилу у світі. В опустеленій Сахарі та Сахелі почали формуватися нові дюни, а старі, які були стабілізовані в часи АВП, — почали рухатися.
Тропічна рослинність була заміщена пустельною, причому в одних місцях це відбувалося раптово, а в інших — більш поступово. Уздовж узбережжя Атлантичного океану відступ рослинності сповільнився етапом підвищення рівня моря, який призвів до збільшення вологи в ґрунті і затримав відступ рослинності приблизно на два тисячоліття. Поступовий спад також спостерігається і в Тібесті. Кінець вологого періоду відкладався у Ваді-Танеззуфт в Лівії через залишки води в системах дюн, а також в горах Тассілі-н'Адджер, поки приблизно у 700 р. до н. е. річкова активність остаточно припинилася. Коротке підвищення вологості в горах Тібесті, яке відбулося між 3000 р. до н. е. і 2000 р. до н. е. призвело до розвитку так званої «Нижньої тераси». Єгипетська Сахара, можливо, все ще мала рослинний покрив до 2200 р. до н. е., виходячи з зображень саванного ландшафту в гробницях П'ятої династії.
В районі озері Йоа, яке живиться підземними водами, рослинний покрив зменшився і був заміщений пустельним між 2700—2300 рр. до н. е. і 700 р. до н. е., тоді як саме озеро стало гіперсолоним 4000 років тому. Озеро Телі повністю висохло приблизно 4200 років тому, однак на клімат озер Уніага могли вплинути гори Тібесті, призвівши до затримки у закінченні АВП. Глибинні підземні води, що залишилися з часів АВП, живлять озера донині. У Центральній Сахарі водні ресурси в горах зберігалися довше.

### Східна Африка та Аравія
У північній частині Східної Африки рівень води швидко впав близько 3500 р. до н. е. У печері Хоті в Аравії залишилися свідчення того, що близько 5900 років тому відбувся відступ індійського мусону на південь. Висихання також зафіксовано в Омані, а річки та озера Аравії стали сезонними або повністю пересохли. Басейн Блакитного Нілу став менш вологим, а річковий стік Нілу помітно зменшився приблизно 4000 років тому. Зменшення стоку Нілу призвело до припинення відкладення сапропелю та активності турбідітів в його дельті, осушення деяких річкових рукавів у дельті та вище за течією, а також до посилення впливу морської води в дельті.
Деякі дані з Ефіопії та Африканського Рогу вказують на те, що висихання там могло початися вже 7000–8000 років тому або раніше. Дослідження озера Абіятта в Ефіопії свідчать про те, що кінець Африканського вологого періоду прийняв форму сильних посух, а не поступового зменшення кількості опадів. Висихання в Аравії почалося приблизно 7000 років тому. Опустелювання в Аравії почалася між 4000 р. до н. е. і 3000 р. до н. е. та тривало до 700 р. до н. е., хоча існують великі розбіжності в часі між різними частинами Аравії. У горах Бале та на плато Санетті в Ефіопії зміни рослинного покриву, що сигналізували про осушення клімату, відбулися приблизно 4600 років тому.
Лісовий покрив у районі Африканських Великих озер зменшився між 2700 р. до н. е. і 1700 р. до н. е., хоча висихання в районі озера Вікторія почалося близько 8000 років тому, в районі озера Руква — 6700 років тому, в районі озера Танганьїка — приблизно 6000 років тому, а в озері Едвард значні зміни в хімічному складі озера, які відповідають висиханню, відбулися 5200 років тому. Між 500 р. до н. е. і початком нашої ери відбулося незначне відновлення рослинного покриву, за яким послідувало набагато швидше поширення трав, що також супроводжувалося значною активністю лісових пожеж. Можливо, це була найсильніша посуха в регіоні озера Едвард у голоцені. Значна кількість озер, таких як Джордж, значно скоротилася в розмірах або зовсім пересохли. Рівень води в інших озерах, таких як Накуру, Туркана, Чоу-Бахр, Аббе та Звай, також впав між 3400 р. до н. е. і 2200 р. до н. е.. Зменшення рослинного покриву у басейні Голубого Нілу корелювало зі збільшенням транспортування відкладів, починаючи з 2000—1600 рр. до н. е.
Кінець АВП в районі озера Туркана відбувся приблизно у 3300—3000 рр. до н. е. Він супроводжувався зниженням рівня води в озері та припиненням сполучення з іншими озерами. Між 3000 р. до н. е. і 2200 р. до н. е. озеро Туркана стало більш солоним, а рівень води в ньому впав нижче рівня витоку в Ніл. Ближче до кінця АВП температура води в озері та в інших озерах регіону, здається, підвищилися, а після його закінчення послідувало зниження, можливо, спричинене сезонною моделлю інсоляції, яка тривала на момент завершення періоду АВП. Падіння рівня води в озері Туркана також вплинуло на Ніл та на залежні від нього додинастичні суспільства.

### Середземномор'я
Території на півдні Егейського моря, в Лівії та в горах Середнього Атласу поступово ставали більш сухими. В Марокко висихання відбулося приблизно 6000 років тому. В Іберії кінець африканського вологого періоду, який відбувався між 4000 р. до н. е. і 2000 р. до н. е. також супроводжувало висихання, причинами якого, ймовірно, були все більш часті випадки північноатлантичної осциляції та зміщення екваторіальної зони конвергенції. Більш складні зміни були виявлені для північної окраїни Середземномор'я, а кількість зимових опадів в Леванті наприкінці АВП збільшилась. Відклади пилу з Середземномор'я зафіксували події посухи 2200 року до н. е., які могли бути спричиненими змінами в циркуляції Атлантичного океану.

### Тропічна Західна Африка
В районі ганського озера Босумтві африканський вологий період завершився приблизно у 1000 р. до н. е. після короткого періоду зволоження, який розпочався 5410 ± 80 років тому та завершився 3170 ± 70 років тому. Подібні зміни на заході Сенегалу, які відбулися дещо раніше, та в Конго, де вони відбулися пізніше, здається, відображають поступове зміщення зони опадів на південь. Осушення в районі Гвінейської затоки відбулося одночасно з осушенням в Сахелі. Деякі озера в Гвінео-Конгольському регіоні пересохли, тоді як рівень води в інших залишився відносно стабільним.
Загалом наприкінці АВП в Західній Африці спостерігається тенденція до осушення. Між 3000 р. до н. е. і 1000 р. до н. е. густі ліси поступово рідшають, а приблизно у 2200 р. до н. е. та у 1000—500 рр. до н. е. відбулися значні посухи. Короткочасне повернення більш вологих умов відбулося 4000 років тому, тоді як суттєва посуха відбулася між 1500 р. до н. е. і 300 р. н. е. У Сахарі посушливі умови встановилися між 3200 р. до н. е. і 1600 р. до н. е. У Сенегалі мангри зникли 2500 років тому, а рослинний покрив сучасного типу встановився приблизно 2000 років тому.

### Центральна Африка
На південь від екватора, в період між 4100 р. до н. е. і 1000 р. до н. е. савана розширилася за рахунок лісів, при цьому перехід, можливо, тривав до 500 р. до н. е. Інше дослідження показує, що в регіоні між 4° південної широти та 7° північної широти лісовий покрив зменшився між 2500 р. до н. е. і 700 р. н. е. Гірські ліси на плато Амадава в Камеруні, на плато Убангі в ЦАР та в горах Камерунського нагір'я зникли наприкінці африканського вологого періоду. На плато Амадава площа саван постійно розширювалася з 2000 р. до н. е.. Такі ж зміни відбулися в Беніні та Нігерії між 2500 р. до н. е. і 1400 р. до н. е.. Клімат навколо Гвінейської затоки став сухішим наприкінці АФП, хоча ліси на Сан-Томе залишалися стабільними. В басейні Конго відбулися зміни у видовому складі та щільності лісів, а не в їх площі, а під час події 2200 року до н. е. кількість опадів на екваторі навіть збільшилась. Багато змін у флорі тропічних регіонів були, ймовірно, спричинені довшим сухим сезоном і, можливо, меншим широтним діапазоном екваторіальної зони конвергенції.

### Південна Африка
У районі озера Ньяса висихання почалося пізніше — лише 1000 років назад — так само, як і африканський вологий період, який розпочався там лише приблизно 6000 років тому. В намібійському озері Етоша наприкінці АВП відбулося підвищення рівня води, ймовірно, пов'язане зі зміщенням ЕЗК на південь, хоча дослідження росту сталагмітів у намібійській печері Данте вказують на те, що під час АВП клімат також був більш вологим. 5500 років назад відбулося зменшення кількості опадів на заході Південної Африки та збільшення на сході. Ймовірно, ці кліматичні зміни були зумовлені змінами в транспортуванні атмосферної вологи та в ширині дощового поясу.

### Причини
Кінець африканського вологого періоду, здається, відображає зміни в інсоляції протягом голоцену, оскільки поступове зменшення літньої інсоляції призвело до зменшення різниці в інсоляції між двома півкулями Землі. Однак висихання, здається, було набагато різкішим, ніж зміни в інсоляції. Незрозуміло, чи нелінійні зворотні зв'язки призвели до різких змін клімату, і також незрозуміло, чи був процес, викликаний зміною орбіти, різким. Крім того, в Південній півкулі протягом голоцену зросла інсоляція, що призвело до потепління та до зміщення екваторіальної зони конвергенції на південь.
Зі зменшенням кількості опадів зменшилась і площа рослинного покриву, у свою чергу збільшуючи альбедо та ще більше зменшуючи кількість опадів. Крім того, рослинний покрив міг відреагувати на збільшення коливання кількості опадів наприкінці АВП, хоча деякі дослідження це заперечують. Одні дослідження вказують на раптову зміну в кількості опадів наприкінці АВП, інші стверджують, що в багатьох місцях кінець АВП був поступовим, а не раптовим. Рослинність у високих і низьких широтах могла по-різному реагувати на зміну клімату. Наприклад, більш різноманітні рослинні угруповання могли уповільнити кінець АВП.
Серед додаткових факторів завершення Африканського вологого періоду вказують:
- Зменшення інсоляції на полюсах, спричинене зміною потоків космічних променів, могло сприяти збільшенню кількості морського льоду та падінню температури у високих широтах, що, у свою чергу, призвело б до більшої різниці в температурі між екватором та полюсами, до посилення субтропічних антициклонів та більш інтенсивного апвелінгу, наприклад, Бенгельської течії[208].
- Зміни в циркуляції океанів у високих широтах[811], зокрема спричинені потенційним потраплянням в океан значної кількості талої льодовикової води близько 3700 р. до н. е., могли вплинути на завершення АВП[812]. Зменшення інсоляції в середині голоцену, можливо, зробило кліматичну систему більш чутливою до змін, пояснюючи, чому більш ранні подібні імпульси не припинили вологий період назавжди[815].
- Є свідчення того, що льодовики Тибету, зокрема на горі Нангапарбат, розширювалися під час голоцену, особливо наприкінці АВП[816]. Згідно з кліматичною моделлю збільшення кількості снігу та льоду на Тибетському плато може призвести до ослаблення індійських та африканських мусонів, причому ослаблення перших передує ослабленню других на 1500—2000 років[817].
- Зниження температури поверхні моря в Індійському океані може бути пов'язане з висиханням Східної Африки, однак немає згоди щодо даних з температури цього океану[178]. Крім того, немає доказів зміни температури в Гвінейській затоці в критичний час, які могли б пояснити завершення АВП[210].
- Додаткові процеси зворотного зв'язку могли включати висихання ґрунтів і втрату рослинного покриву після зменшення кількості опадів[141], що призвело б до дефляції ґрунтів під впливом вітру[818].
- Розширення площі морських льодів навколо островів Гренландія та Елсмір близько 4000 р. до н. е.[819], а також навколо Антарктиди близько 3000 р. до н. е. могло сприяти завершенню АВП[820].
- Розширення сухого поясу Сахари змістило регіони циклогенезу[en] в Середземномор'ї з північного заходу на північ, що призвело до зміни вітрів та режиму опадів у деяких частинах Італії[821].
- Вважається, що причиною закінчення АВП є зміна клімату у високих широтах. Зокрема, приблизно у 4000—3000 рр. до н. е. клімат Арктики став прохолоднішим, площа морських льодів збільшилась, температури в Європі та Північній Африці знизилися, а атлантична меридіональна перекидальна циркуляція послабилася[210][822]. Ця тенденція до охолодження могла послабити тропічну струменеву течію[en] і таким чином зменшити кількість опадів, що випадають в Африці[823].

На зміну кількості опадів, спричинену орбітальними змінами, можливо, вплинули цикли сонячної активності. Зокрема, максимуми сонячної активності наприкінці АВП могли компенсувати орбітальний ефект і таким чином стабілізувати рівень опадів, тоді як мінімуми сонячної активності посилили орбітальний ефект і таким чином спричинили швидке зниження рівня води в озері Туркана. В районі озера Вікторія сонячні коливання іноді призводили до посухи, а іноді до зволоження, ймовірно, через зміни екваторіальної зони конвергенції.

### Потенційний людський вплив
Значні зміни рослинного покриву в Східній Африці на початку н. е., можливо, були спричинені діяльністю людини, зокрема масштабною вирубкою лісів для виробництва заліза в період залізної доби та випасом худоби. Подібні зміни спостерігалися на плато Амадава в Камеруні, але пізніші датування археологічних пам'яток не виявили зв'язку між експансією людей в Камеруні та деградацією навколишнього середовища. Подібна деградація дощових лісів у Західній Африці, також відома як «криза дощових лісів 1-го тисячоліття до н. е.», відбулася між 1000 р. до н. е. і початком н. е.. Процеси, пов'язані зі зміною клімату, могли посилити в Східній Африці вплив змін, спричинених людським землекористуванням. З іншого боку, вплив людської діяльності у суданській та сахельській савані був незначним, а в Центральній Африці зміни лісового покриву були явно спровоковані зміною клімату, натомість ознаки антропогенного впливу там незначні чи відсутні. Питання людського впливу на кліматичні зміни кінця АВП викликало гостру дискусію серед палеоекологів і археологів.
Незважаючи на те, що африканці вели активну діяльність під час кінця африканського вологого періоду, кліматичні моделі, проаналізовані Клауссеном та його колегами в 1999 році, показують, що його кінець не потребує жодної людської діяльності як пояснення, хоча зміни рослинного покриву могли бути спричинені діяльністю людини. Згодом висловлено припущення, що перевипас худоби міг спровокувати кінець АВП приблизно 5500 років тому. Впливом людини можна пояснити, чому Сахара стала пустелею без супутнього початку льодовикового періоду, хоча зазвичай існування пустелі Сахара пов'язують із розширенням льодовиків у високих широтах. Пізніше дослідження, навпаки, припустило, що скотарська діяльність могла фактично відстрочити кінець АВП на півтисячоліття, оскільки переміщення стад тварин, пастухи яких шукали кращих пасовищ, могло призвести до більш збалансованого впливу випасання на рослинність і, таким чином, до підвищення якості рослинності. Збільшення викидів пилу після завершення АВП також пояснюється збільшенням випасу худоби. Вплив випасання на рослинний покрив залежить від контексту, і його важко узагальнити на весь регіон.

### Світ
В період між 3000 р. до н. е. і 2500 р. до н. е. мусони послабшали і спостерігалася загальна тенденція до висихання в тропіках Північної півкулі. Можливо, як наслідок завершення АВП, кількість опадів, яких приносили південноазійські мусони, зменшилась в період між 3000 р. до н. е. і 2000 р. до н. е.. Приблизно у 3500 р. до н. е. сталася посуха в Монголії та на сході Америки. Приблизно у 3500—3000 рр. до н. е. відбулися посухи у Флориді та між Нью-Гемпширом і Онтаріо. Тенденція до висихання також відзначена на Карибах та в Центральній Атлантиці. Остаточний відступ рослинності з Сахари, можливо, призвів до початку посухи 2200 р. до н. е..
Натомість у Південній Америці збереглися свідчення того, що мусони там вели себе протилежним чином, відповідно до орбітального впливу. Рівень води в озері Тітікака був низьким впродовж середнього голоцену та знову почав підніматися після закінчення АВП. Так само тенденція до збільшення вологості спостерігалася в цей час у Скелястих горах, хоча в районі озера Тахо, в Каліфорнії та на заході США тривала посушлива фаза. Під час завершення АВП масштабні кліматичні зміни відбулися у Північній Атлантиці Кінець АВП міг зменшити транспортування тепла в Арктику, спричинивши там похолодання.

### Наслідки

#### Люди
Результати археологічних досліджень показують, що поселенська активність в Сахарі зменшилась після завершення АВП. Населення Північної Африки зменшувалося в період між 4300 р. до н. е. і 3200 р. до н. е., протягом майже тисячоліття, починаючи з півночі. У внутрішніх районах Аравії багато поселень були покинуті приблизно у 3300 р. до н. е.. Деякі неолітичні популяції ще деякий час продовжували мешкати в пустелі, використовуючи підземні води.
Різні популяції людей по-різному відреагували на опустелювання Сахари. У Центральній Сахарі на заміну скотарям прийшли мисливці та збирачі, а на заміну напівосілому способу життя — кочовий. Такі ж зміни відбулися і в лівійських горах Акакус. На кочовий спосіб життя у відповідь на завершення АВП також перейшли мешканці Східної Сахари та пагорбів Червоного моря. У скотарстві вівці та кози стали більш поширеними, ніж корови, оскільки вони більше підходять для посушливого клімату. Ця зміна відображена в наскельних малюнках, в яких в цей час зникли зображення великої рогатої худоби.
Розвиток іригаційних систем в Аравії, можливо, був викликаний намаганням адаптуватися до висихання та зменшення доступності ресурсів. Рибальство та полювання поступилися на користь землеробства та скотарства. Вплив закінчення АВП на людське господарство є предметом суперечок.

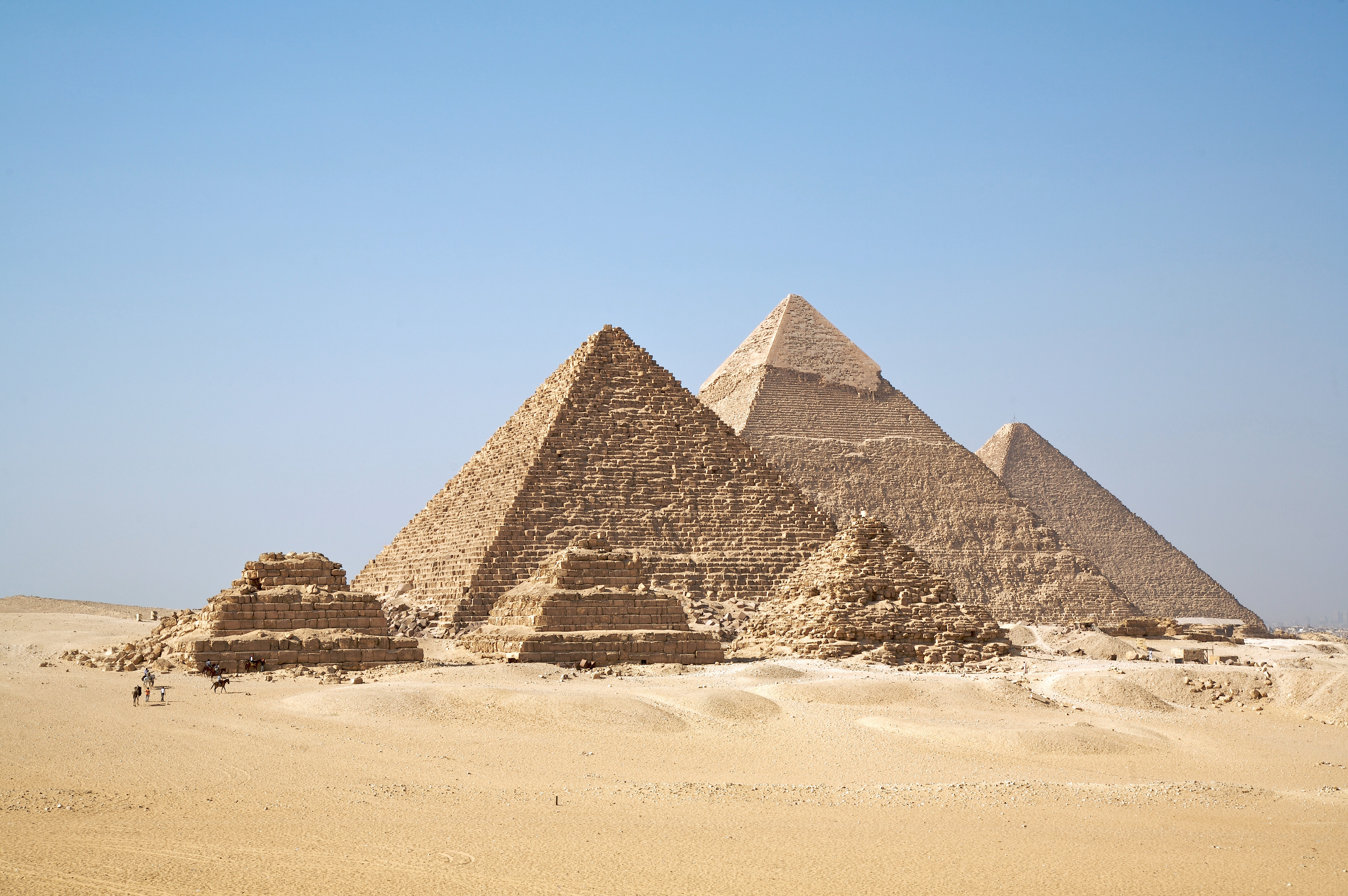
Піраміди Гізи, найбільш впізнаваний символ цивілізації Стародавнього Єгипту

Потепління та супутня посуха могли спровокувати міграцію тварин і людей у більш гостинні райони. В районі озера Туркана на заміну рибалкам прийшли скотарі. Люди почали переселятися в долину Нілу. Зрештою, нащадки цих кліматичних біженців сформують цивілізацію Стародавнього Єгипту, відому своїми фараонами і пірамідами. Таким чином завершення АВП може бути причиною зародження цивілізації в Єгипті. Зниження рівня води в Нілі також сприяло заселенню його долини, як це спостерігається в Кермі. Подібний процес міг призвести до розвитку Гарамантської цивілізації. В цей же час спостерігаються міграції людей в долини річок Євфрат, Тигр та Інд. Розвиток іригації в цих місцевостях призвів до появи шумерської та хараппської цивілізацій. Під час так званого «Темного тисячоліття» 6000-5000 років тому люди покинули південне узбережжя Перської затоки та переселилися до більш гостинних районів на території сучасного Оману. Крім річкових долин, люди також переселялися в гірські райони, зокрема в гори Аїр, Ахаггар і Тібесті. В інших місцевостях, зокрема в горах Акакус, населення залишалося в оазах, а на Сомалійському півострові продовжували мешкати мисливці-збирачі.
Однак сам Ніл не залишився повністю стабільним. Посуха 2200 року до н. е., коли річка не розливалася протягом майже трьох десятиліть, до 2160 р. до н. е., стала причиною краху Стародавнього царства та початку першого перехідного періоду. Зменшення кількості опадів після закінчення АВП могло стати причиною кінця Аккадського царства в Месопотамії. Кінець Гарамантської цивілізації також може бути пов'язаний зі змінами клімату, хоча інші історичні події, ймовірно, були важливішими. В оазі Танеззуфт чергова посуха відбулася приблизно у 400 р. н. е..
У Центральній Африці ліси стали фрагментованими, а в деяких місцях поширилися савани, що сприяло переміщенню та зростанню чисельності народів банту. Це, у свою чергу, могло вплинути на екосистему. Можливо, зміни рослинного покриву сприяли розвитку сільського господарства. Відносно повільне зменшення кількості опадів дало людям більше часу для адаптації до мінливих кліматичних умов. У Східній Африці кліматичні зміни наприкінці АВП призвели до початку «пасторального неоліту» та появи ндерітської кераміки.
Культурні зміни, такі як зміни гендерних ролей, розвиток еліт, збільшення кількості поховань людей на заміну похованням великої рогатої худоби, а також розвиток монументальної архітектури, також могли статися внаслідок зміни клімату. Іншим наслідком завершення АВП може бути поширення одомашненої худоби разом з пастухами, які втікали з Сахари, що перетворювалася на пустелю, хоча деталі точного процесу поширення одомашненої худоби все ще суперечливі. Нарешті, зміни в сільськогосподарській практиці наприкінці АВП можуть бути пов'язані з розповсюдженням малярії та одного з її збудників Plasmodium falciparum. У свою чергу, ці події могли призвести до поширення серпоподібноклітинної анемії — мутації в геномі людини, яка пов'язані зі стійкістю до малярії.

#### Природа
Популяції тварин та рослин Сахари були фрагментованими та обмеженими окремими районами, які вирізнялися сприятливими умовами, зокрема вологими схилами гірських хребтів. Риби та крокодили були ізольовані в окремих водоймах. Середземноморські рослини, такі як кипариси, також збереглися лише в горах, разом із деякими плазунами. Різновид павуків-фринів Musicodamon atlanteus, поширений в Атлаських горах, ймовірно, також є реліктом минулої, вологішої епохи. Африканський гігантський буйвіл (Syncerus antiquus) вимер через посилення конкуренції зі стадами худоби, яка була викликана висиханням. Популяція кіз в Ефіопії скоротилася під час посухи, яка послідувала за закінченням АВП, а ареал левів скоротився по всій Африці. Висихання регіону Африканських Великих озер розділило популяції горил на західну та східну. Подібний розділ популяції, спричинений розширенням пустелі, призвів до утворення двох видів комах — Chalinus albitibialis та Chalinus timnaensis, поширених у Північній Африці та на Близькому Сході. Деякі представники водної фауни зникли в Сахарі. Жирафи, широко поширені в Сахарі під час АВП, можливо, були змушені мігрувати в Сахель. Це, разом із розділенням їх популяцій озером Мега-Чад, могло вплинути на появу різних підвидів жирафів. Зміна клімату разом із впливом людини могли призвести до вимирання ряду великих ссавців у Єгипті. На півночі Мадагаскару чисельність багатьох тварин скоротилася після закінчення АВП, ще до того, як на острів прибули люди. З іншого боку, зменшення деревного покриву в Північній Африці могло створити умови для збільшення чисельності свійських тварин, а деякі посухостійкі види рослин, можливо, розширили свій ареал.
Дагомейський розрив утворився у 2500—1200 рр. до н. е., до завершення АВП. Чисельність морських свиней в Середземному морі скоротилася через перехід до оліготрофних умов, оскільки потрапляння в море поживних речовин скоротилося разом із стоком африканських річок. На відкритих скелях у Сахарі та навколо озера Туркана в Східній Африці утворився шар «пустельної засмаги».

#### Глобальний клімат

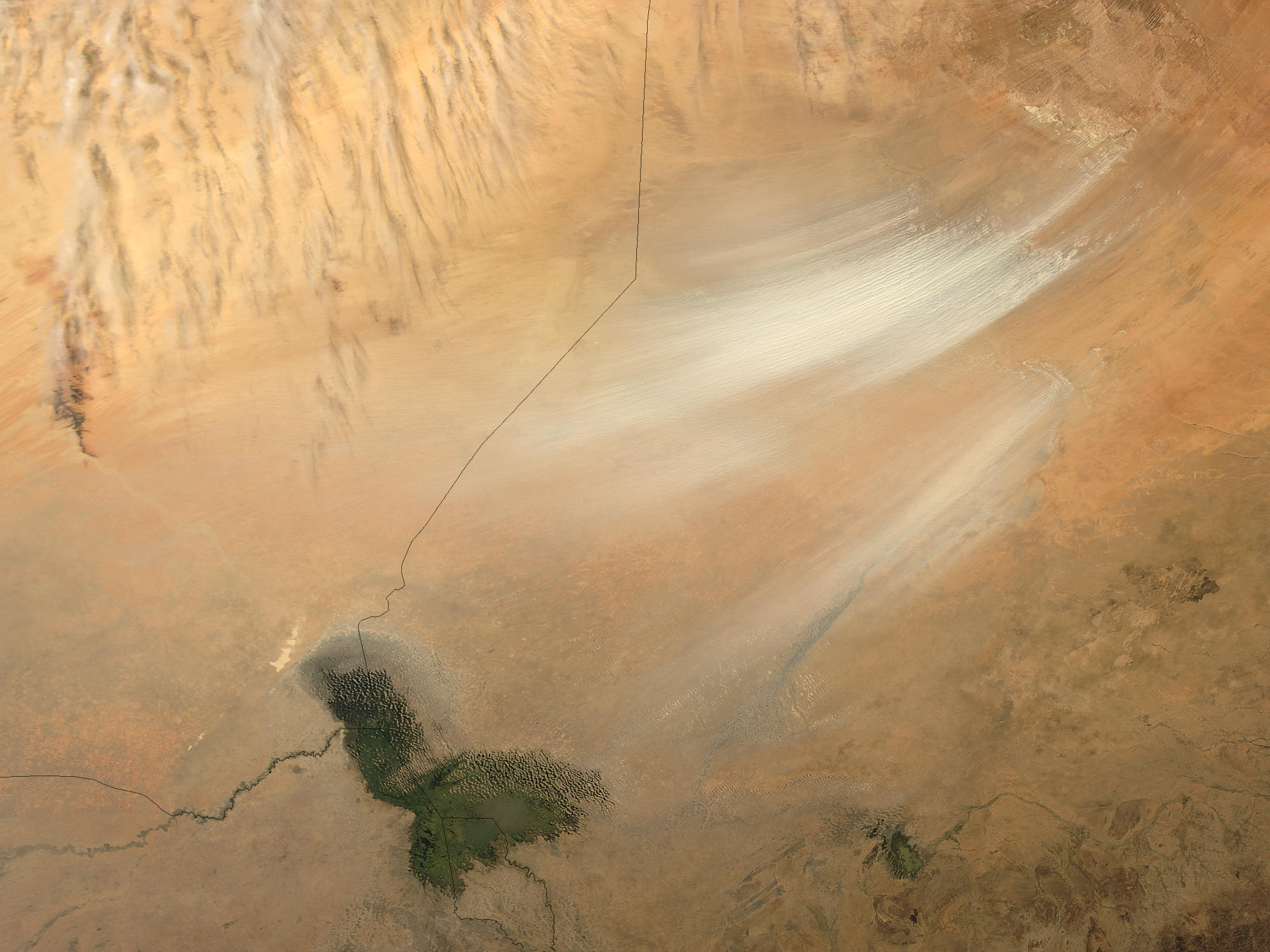
Пилоутворення в западині Боделе

Зменшення субтропічних водно-болотних угідь, ймовірно, призвело до зниження концентрації метану в атмосфері між 3500 р. до н. е. і 3000 р. до н. е. Згодом бореальні водно-болотні угіддя розширилися, що призвело до збільшення концентрації метану в атмосфері. У ранньому голоцені, приблизно у 12 700 р. до н. е. збільшилася концентрація метану та зменшилася концентрація вуглекислого газу в атмосфері, що виявлено за результатами досліджень крижаних кернів Гренландії. Ці події були пов'язані з розширенням рослинного покриву, спричиненого початком АВП. Через 7000 років концентрація вуглекислого газу зросла, коли біосфера почала вивільняти карбон у відповідь на настання посухи.
Раптове збільшення кількості утвореного на суходолі пилу у 3500 р. до н. е., зафіксоване в океанічних відкладах, отриманих шляхом колонкового буріння в районі мису Рас-Нуадібу в Мавританії, інтерпретували як наслідок кінця АВП, що відбувся лише за кілька століть до цього. Збільшене відкладення пилу з Африки зафіксоване також в районах Чуметул-Маре та Дурмітор в Європі. Алювіальні відклади, що утворилися в часи АВП та висохлі озерні басейни стали важливим джерелом пилу. Наразі Сахара є найбільшим джерелом пилу у світі, що має значний вплив на клімат і екосистеми Землі, зокрема на дощові ліси Амазонії.
Згідно з однією кліматичною моделлю, опустелювання Сахари наприкінці АВП зменшило кількість тепла, що транспортувалося в атмосфері та Світовому океані до полюсів, викликавши похолодання на 1—2 °C, особливо взимку в Арктиці, та розширення площі морських льодів. Реконструйовані температури в Арктиці справді демонструють похолодання, хоча й менш виражене, ніж у кліматичній моделі. Крім того, цей перехід у кліматичній моделі супроводжується посиленням негативних станів арктичної осциляції, слабшою субполярною циркуляцією та збільшенням кількості опадів і хвиль холоду на більшій частині Європи. Такі зміни також фіксувалися в палеокліматичних даних. Таким чином, стан рослинного покриву в Сахарі впливав на клімат Північної півкулі, а у свою чергу, похолодання у високих широтах, могло додатково зменшити кількість опадів у Африці.

## Поточна ситуація

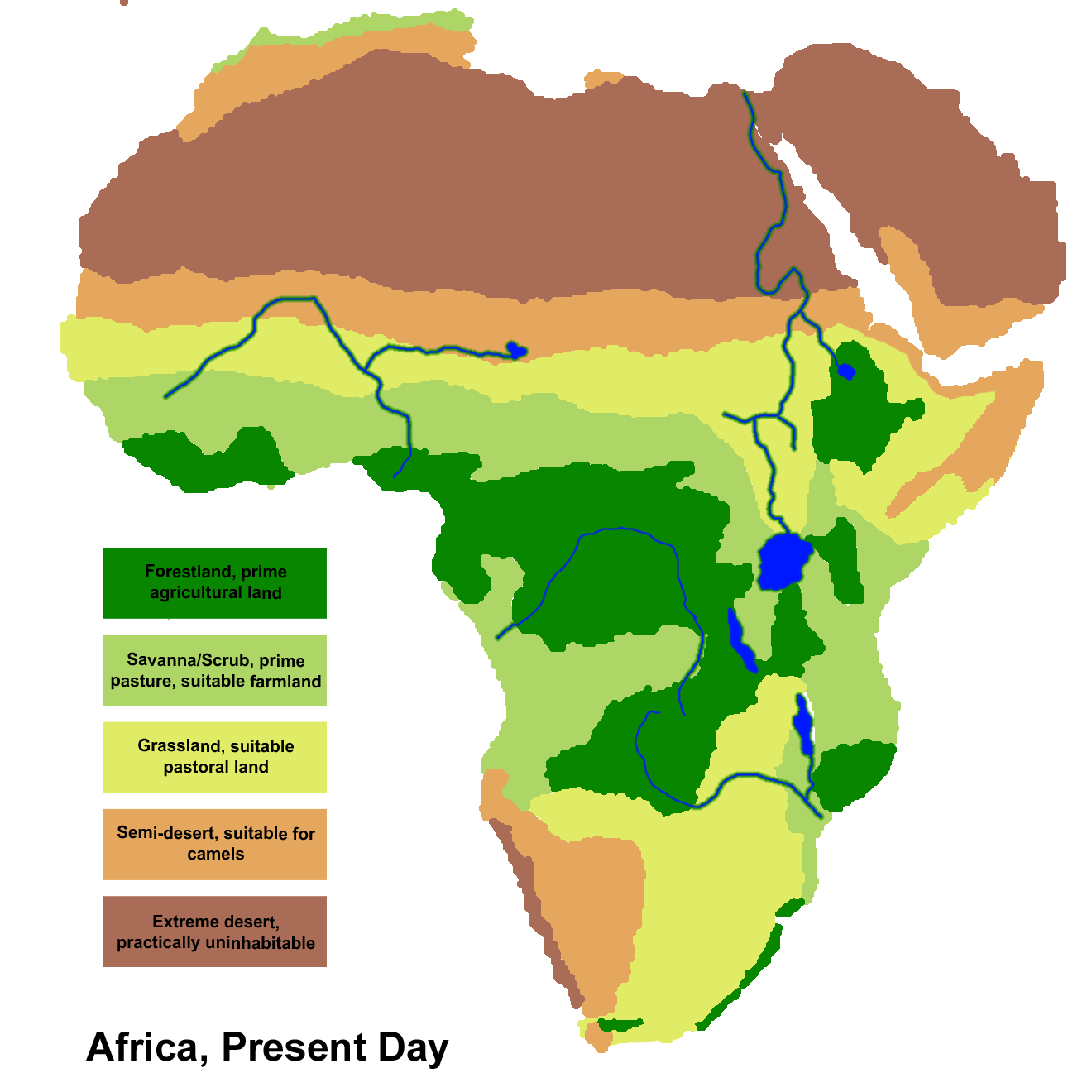
Сучасні африканські біоми

В наш час африканські мусони впливають на клімат територій Африки, розташованих між 5° південної і 25° північної широти. Території, розташовані на 10° північної широти отримують основну частину мусонних опадів протягом літа, а північніше опадів випадає менше. У Північній Африці поширені пустелі. У Центральній Сахарі середньорічна кількість опадів не перевищує 50–100 мм. Північною межею Сахари є межа області, яка зволожується західними вітрами; ці вітри також впливають на клімат Південної Африки. Опускання повітря над Північною Африкою, яке ще більше посилюється радіаційним охолодженням над пустелею, є однією з причин існування Сахари. Мінливість клімату існує й донині: Сахель страждав від посухи в 1970-х і 1980-х роках, коли кількість опадів зменшилася на 30 %, а річковий стік Нігеру та Сенегалу ще більше, після чого кількість опадів збільшилася. Посухи є однією з найбільш значних кліматичних аномалій XX століття. Температура поверхні моря та зворотний зв'язок із підстильною поверхнею змінюють силу мусонів. Посухи також могли бути викликані змінами температури поверхні моря, спричиненими аерозолями, які використовують люди. Значне збільшення кількості пилових бур після 1800 року н. е. пояснюється змінами в сільськогосподарській практиці.
У Східній Африці мусони призводить до формування двох сезонів дощів в екваторіальній зоні, так званих «тривалих дощів» у березні–травні та «коротких дощів» у жовтні–листопаді, коли екваторіальна зона конвергенції рухається над регіоном на північ і південь відповідно. На додачу до опадів з Індійського океану, на захід від повітряного кордону Конго також випадають опади з Атлантики та Конго. В Аравії мусони не проникають далеко від узбережжя Аравійського моря, і деякі райони перебувають під впливом зимових опадів, яких приносять циклони з Середземного моря. Східна Африка також знаходиться під впливом мусонної циркуляції. В Південній Африці є області з мусонним кліматом, із середземноморським кліматом, коли опади випадають взимку, та із кліматом без чіткої сезонності опадів.

## Майбутні наслідки глобального потепління

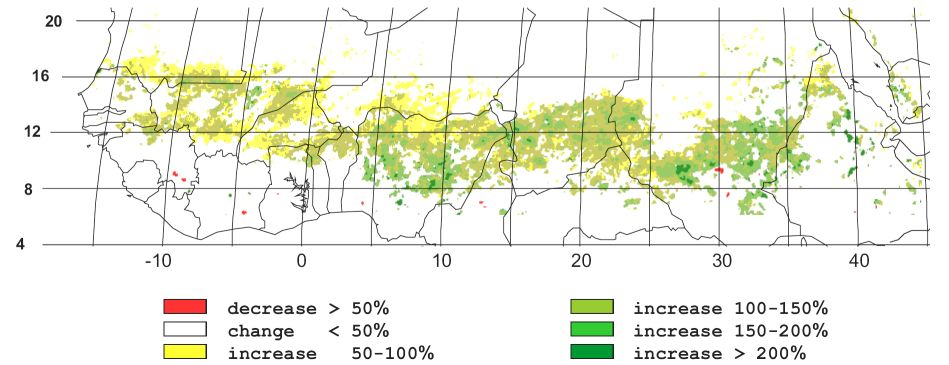
Озеленення Сахелю між 1982 і 1999 роками

Деякі симуляції глобального потепління та підвищення концентрації вуглекислого газу в атмосфері спрогнозували значне збільшення кількості опадів у Сахелі та Сахарі. Це, разом з посиленням росту рослин, безпосередньо спричиненим збільшенням концентрації вуглекислого газу в атмосфері, може призвести до розширення рослинного покриву в пустелі Сахара, хоча воно буде меншим, ніж у середині голоцену і, можливо, супроводжуватиметься зміщенням пустелі на північ, тобто висиханням Магрибу. Збільшення кількості опадів може також зменшити пилоутворення в Північній Африці, що вплине на активність ураганів в Атлантиці та водночас збільшить загрозу ураганів на Карибах, в Мексиканській затоці та на східному узбережжі Сполучених Штатів Америки.
Звіт про глобальне потепління на 1,5 °C та п'ятий звіт МГЕЗК показують, що глобальне потепління, ймовірно, призведе до збільшення кількості опадів на більшій частині Східної Африки, в деяких частинах Центральної Африки та в Західній Африці впродовж основного сезону вологи, хоча з цими прогнозами пов'язана значна невизначеність, особливо щодо Західної Африки. Крім того, тенденція висихання Сахелю наприкінці XX століття може бути пов'язана з глобальним потеплінням. З іншого боку, Західна Африка та деякі частини Східної Африки можуть стати сухішими протягом певних сезонів і місяців. Зараз Сахель стає зеленішим, але кількість опадів не повністю відновилася до рівня, досягнутого в середині XX століття.
Кліматичні моделі дають неоднозначні результати щодо впливу антропогенного глобального потепління на опади в Сахарі та Сахелі. Зміна клімату, спричинена людьми, відбувається через інші механізми, ніж природна зміна клімату, яка призвела до АВП, зокрема через збільшення різниці між двома півкулями Землі. Безпосередній вплив потепління на флору може бути згубним. Також можливе нелінійне збільшення площі рослинного покриву: кілька кліматичних моделей показують її різке збільшення, коли глобальна температура підвищується на 2-4 °C. Одне дослідження 2003 року показало, що розширення рослинного покриву в Сахарі може відбутися протягом десятиліть після сильного підвищення концентрації вуглекислого газу в атмосфері, але не охопить більш як 45 % території Сахари. Це кліматичне дослідження також показало, що розширення рослинного покриву може відбутися, лише якщо перевипас або інші порушення росту рослинності не перешкоджають йому. З іншого боку, посилене зрошування та інші заходи, спрямовані на посилення росту рослинності, такі як Велика зелена стіна, можуть посилити розширення рослинного покриву. Дослідження 2022 року показало, що, хоча підвищення концентрації парникових газів само по собі недостатньо для початку АВП, якщо ігнорувати зворотний зв'язок парникових газів і рослинності, вони знижують поріг орбітальних змін, достатніх, щоб спричинити озеленення Сахари.
Плани геоінженерії Сахари, спрямовані на збільшення її рослинного покриву та кількості опадів пропонувалися з XIX століття. Розуміння механізмів та наслідків АВП є важливим для оцінки таких пропозицій. Зокрема, кількість опадів може збільшитися, але споживання вуглекислого газу може залишитись невеликим, і це може мати згубний вплив на клімат, зокрема на посилення пилових бур. Будівництво великих сонячних електростанцій у пустелі Сахара зменшить її альбедо та може спровокувати аналогічну кліматичну реакцію.
Озеленення Сахари, з одного боку, може дозволити землеробству та тваринництву поширитися на досі непридатні території, але збільшення опадів також може призвести до збільшення захворювань, що передаються через воду, та до повеней. Розширення людської діяльності внаслідок зволоження клімату може бути вразливим до зміни клімату, що продемонстрували посухи, які настали після вологого періоду середини XX століття.